# Bolívia
Bolívia (teljes nevén: Bolíviai Többnemzetiségű Állam; spanyolul: Estado Plurinacional de Bolivia, kecsuául Wuliwya Suyu, ajmarául Wuliwya Llaqta) ország Dél-Amerikában. Északon és keleten Brazíliával, délen Paraguayjal és Argentínával, nyugaton Chilével és Peruval határos.
Belvidéki ország, azaz nincs tengerpartja. 1879-ig volt tengeri kijárata a Csendes-óceánra, Chile és Peru között, de ekkor elvesztette ezt a területet Chilével szemben. 
A kormány székhelye és az adminisztratív főváros La Paz, míg a hivatalos főváros Sucre, amely az igazságszolgáltatás székhelye. Az ország 2022-ben 12 millió főre becsült lakossága többnemzetiségű, beleértve az őslakosokat, a meszticeket, az európai, az ázsiai és az afrikai eredetűeket és néhány más keverék népet is. A spanyol a hivatalos és uralkodó nyelv, de 36 őslakos nyelvnek is van hivatalos státusza, amelyek közül a leggyakrabban beszélt a guaráni, az ajmara és a kecsua.
Jóval a spanyol gyarmatosítás előtt az andoki régiója a nagy Inka Birodalom része volt, míg az északi és keleti síkvidéket az inkáktól független törzsek lakták. A perui Cuzcoból és a paraguayi Asunción felől érkező spanyol hódítók a 16. században erőszakkal átvették a régió irányítását. Spanyolország jórészt a bolíviai bányákból kitermelt ezüstből építette fel a birodalmát. Az 1809-es első függetlenség kikiáltása után tizenhat évnyi harc következett a Simón Bolívarról elnevezett köztársaság megalakulása előtt. A 19–20. században Bolívia elveszítette számos peremterületét a szomszédos országokkal szemben; például Brazília magába olvasztotta az Acre régiót, míg Chile a Csendes-óceán partmenti régióját foglalta el.
Bolívia „a legek országa”:
- a világ egyik legmagasabban fekvő nagyvárosa, a korábbi főváros: La Paz
- a világ legmagasabban fekvő hajózható tava: Titicaca-tó
- a Föld legkiterjedtebb sósivataga: Salar de Uyuni
- Dél-Amerikában itt a legnagyobb az őslakosság aránya (a népesség zöme indián)
- Dél-Amerika egyik legszegényebb országa.

## Földrajz

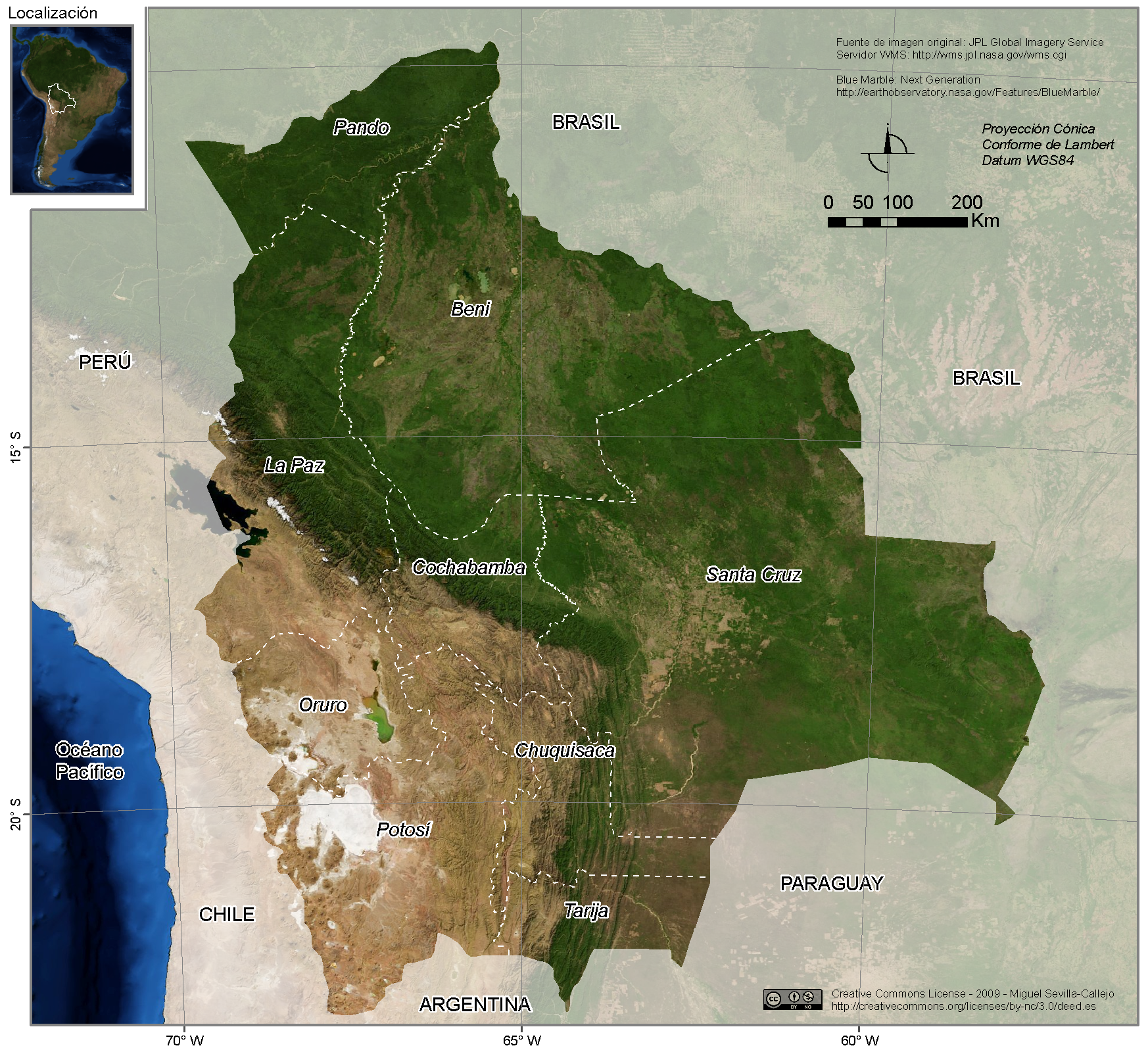
Műholdas kép

### Domborzat
Bolívia nyugati harmadán az Andok vonulatai, keleti kétharmadán hegy-, domb- és síkvidék terül el.
Az Andok Peru északi határától kezdődően egymástól erősen eltávolodó két fő vonulatot alkot, amely a Nyugati-Kordillerák és a Keleti-Kordillerák. A két Kordillerák között a Bolíviai-magasföld, más néven Altiplano helyezkedik el. A Nyugati-Kordillerák kialudt vulkánjainak csúcsai 6000 m fölé emelkednek (a Nevado Sajama 6542 m magas). A Keleti-Kordillerák főként üledékes kőzetekből áll. Völgyeiben bő vízű folyók futnak, északon az Amazonasba, délen pedig a Pilcomayo felé. A Keleti-Kordillerák is hordoz rendkívül magas csúcsokat:
- Nevado Sajama: 6542 m
- Ancohuma (Nevado Jankho Uma): 6427 m
- Illampú 6421 m

Az Altiplano nagyjából 1000 km hosszú és átlagosan 250 km széles, 3600–4000 m magasan elterülő fennsík. A legutóbbi jégkorszakban tórendszer volt a területen, ennek maradványa a Titicaca-tó és a Poopó-tó. Ez az ország legsűrűbben lakott területe.
Az Andoktól keletre fokozatosan lejtő hegy- és dombvidék (Yungas) található, amely északon az Amazonas-medence, délen a Gran Chaco alföldjébe simul. A Yungastól keletre alacsony domb- és sík vidék, az Ilano helyezkedik el.

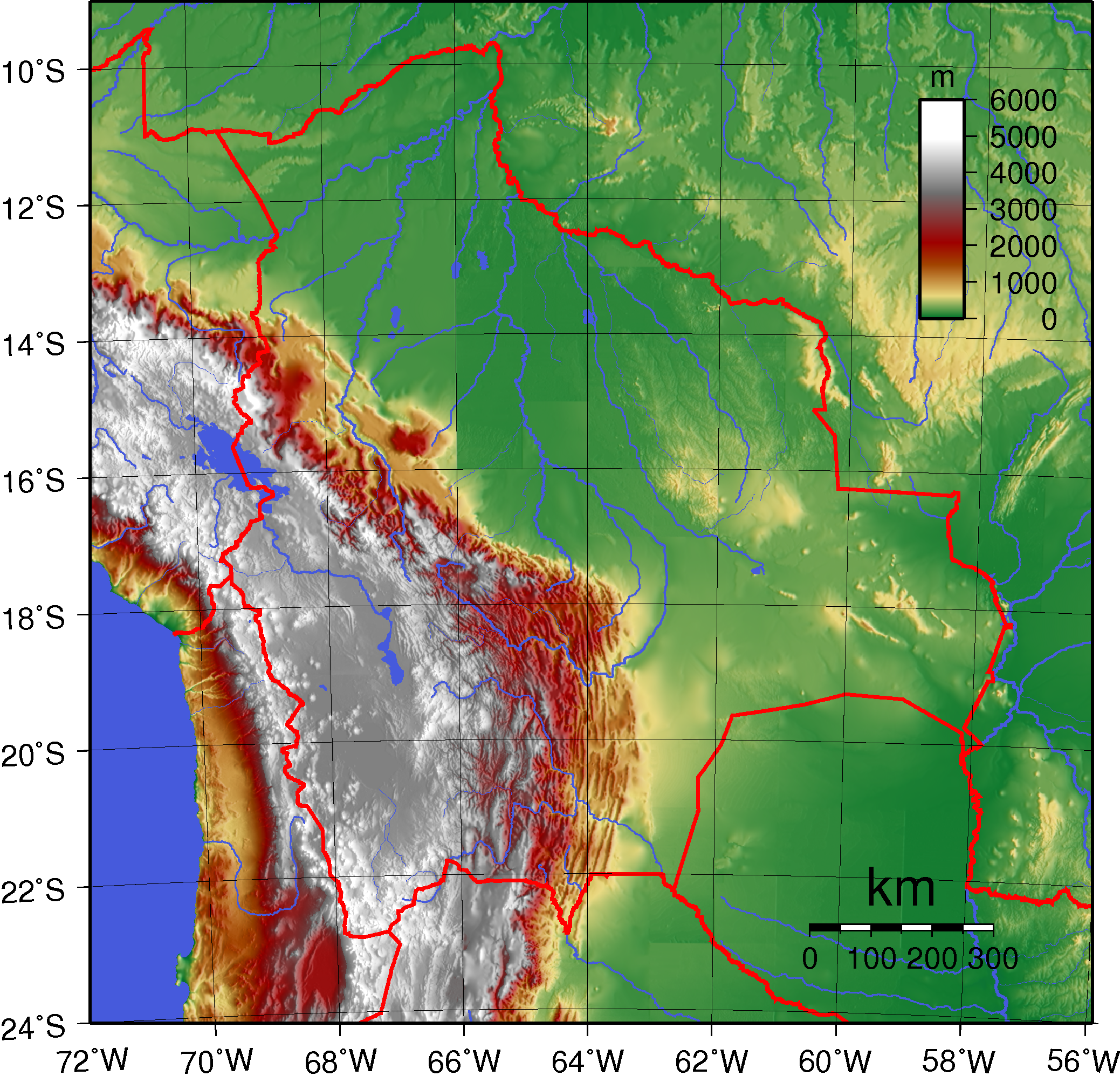
Domborzati térkép
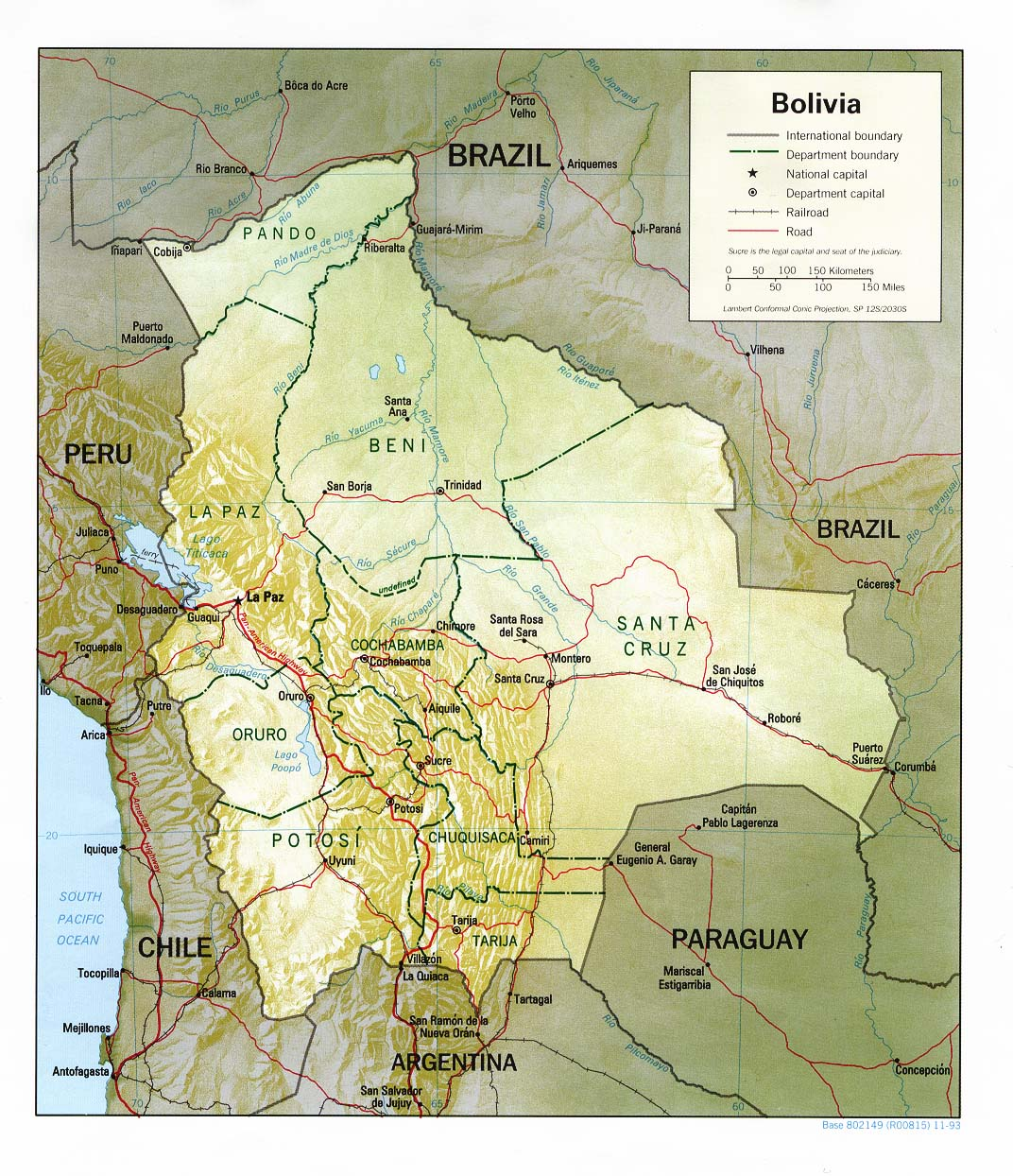
Főbb közlekedési utak és városok
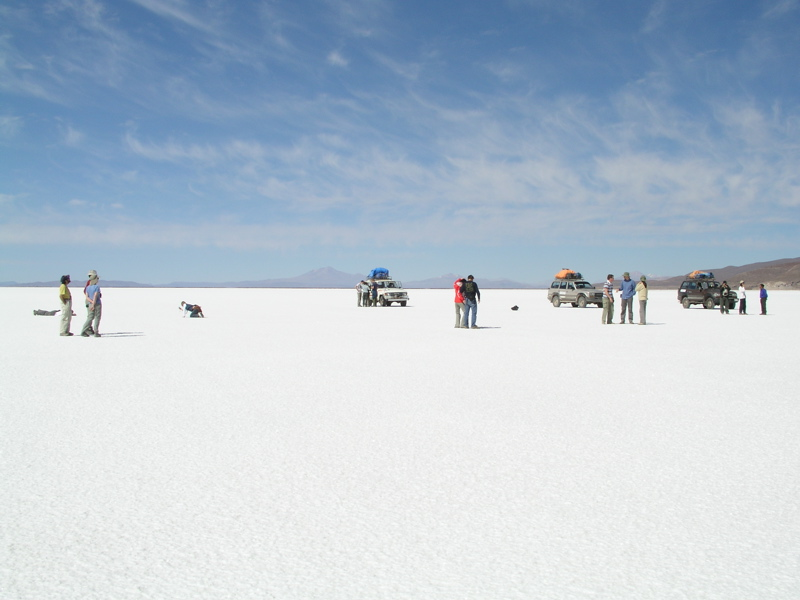
Salar de Uyuni
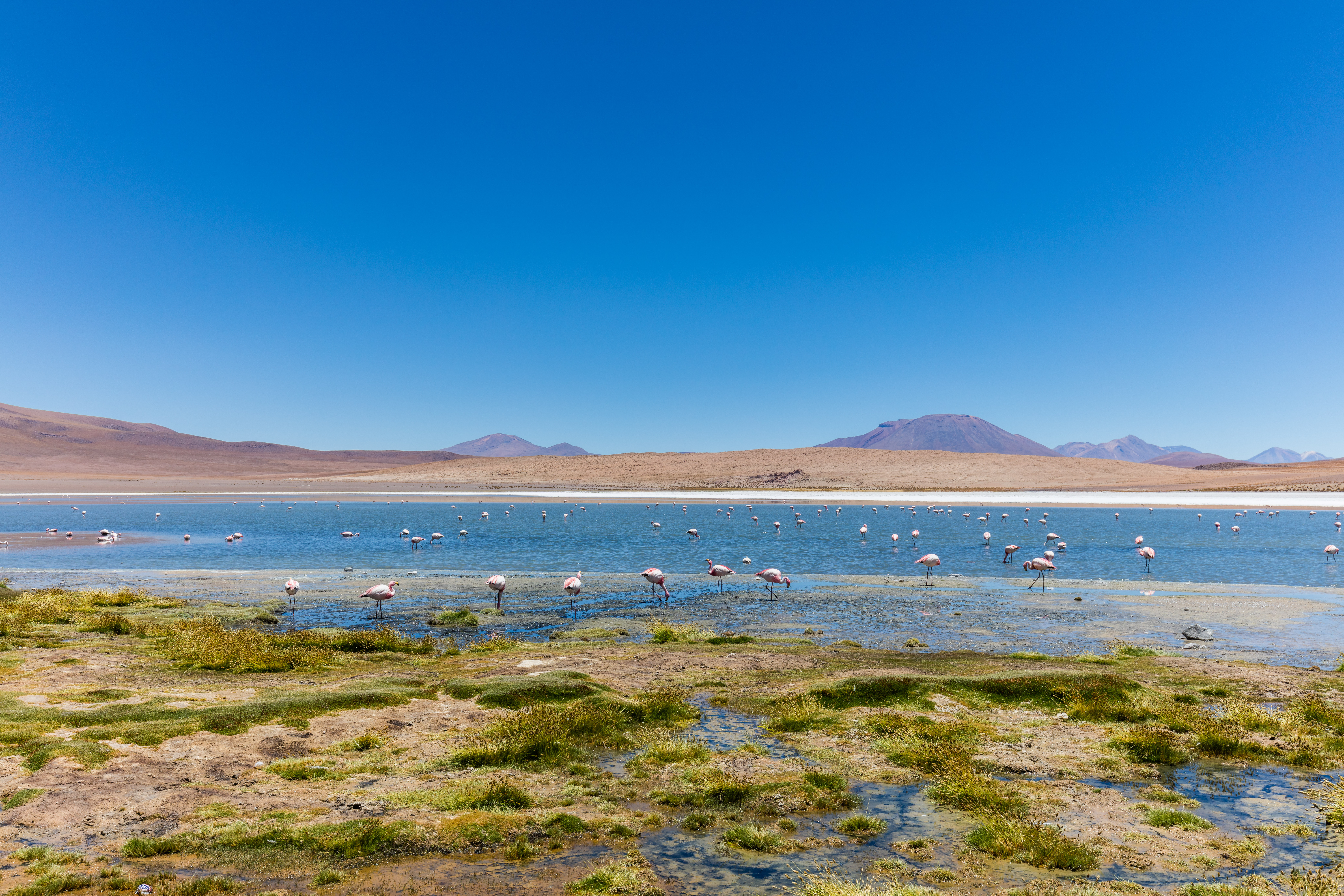
Cañapa-tó

### Vízrajz
Bolívia legnagyobb folyóit az amazonasi selván találjuk, amelyek a következők:
- Madre de Dios (a név jelentése: Istenanya)
- Beni
- Mamoré
- Río Grande (Nagy folyó)
- Guaporé

Az Amazonas vízgyűjtő területén végül a Madeira gyűjti össze ezeknek a folyóknak a vizét. Az Altiplanón található a Peruba átnyúló Titicaca-tó, amelynek felesleges vízét a hajózható Desaguadero folyó vezeti le 370 km hosszan a sós vizű Poopó-tóba, melyet végül a sós-mocsaras Salar de Uyuni nyel el. Az ország déli részéről a Paraguay, a Pilcomayo, a Parapetí és a Tarija folyók tartanak a Río de la Plata medencéjébe.

### Éghajlat

Éghajlati térkép a Köppen-féle osztályozás alapján

Éghajlati területei: egyenlítői, szavanna és hegyvidéki. A trópusi síkságok, a Llanók (északon az Amazonas őserdeivel, délen a Chaco szavannáival) évi középhőmérséklete 25 °C, az évi csapadék mennyisége északon 1400–2000 mm, délen 500–1000 mm. Az Andokban a tengerszint feletti magasság növekedésével csökkenő évi középhőmérsékletnek megfelelően alakultak ki az egyes éghajlati területek. Az 1000 m-ig terjedő tierra calientére (forró éghajlatú terület) az egyenletesen magas hőmérséklet és a bőséges csapadék jellemző. Az 1000 és 2000–2200 m közötti tierra templada (mérsékelt hőmérsékletű terület) évi 17-20 °C-os közép-hőmérsékletű és kevésbé csapadékos. A 3000–3700 m-ig emelkedő tierra fria (hűvös terület) jellemzője a 10-14 °C évi középhőmérséklet, a nagy napi hőmérsékleti ingás és a kevés csapadék. A tierra gelada (hideg terület) 4800 m-ig tartó övezetének 10 °C alatti évi középhőmérsékletéhez mindennapos éjszakai fagyok és kevés csapadék társul. (Az Altiplano északi részére 550–600 mm, a déli vidékére 250 mm hull.) A hóhatár 5400–5500 m.

### Élővilág, természetvédelem
Az Andok növényvilága: kaktusz, cserjék, kis termetű fák, fűfélék.
Az Andok állatvilága: puma, róka, szarvas, pápaszemes medve, láma, alpaka, guanakó, vikunya, csincsilla, vad tengerimalac, andoki kondor, bóbitás karakara, dél-amerikai fogoly, kolibri (120 faj).
A pampa állatvilága (folyók és a szárazföld): majom, papagáj, édesvízi delfin, kajmánok, teknős, vízidisznó, madarak.
A Cacho-vidék állatvilága: jaguár, pekari, tapír, hangyászsün.
Az őserdő növényvilága: gumifa, fojtófüge, orchidea, páfrány, bromélia.
Az őserdő állatvilága: rovarok, jaguár, pekari, papagáj, tukán, gém, kócsagok, amerikai szultántyúk, majom (több faj), vízidisznó, tengeritehén, kajmánok, kígyó, szárazföldi teknős, vaddisznó, tapír, piranha.
Peru mellett Bolíviában szabad a kokalevél (a Coca-Cola egyik névadója) termesztése.
Képek az élővilágról (nyitható) >>>>>>>

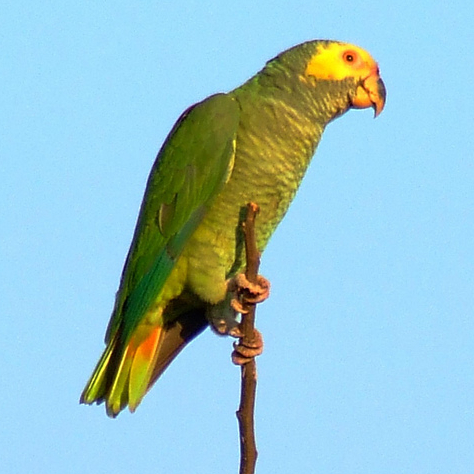
Alipiopsitta xanthops
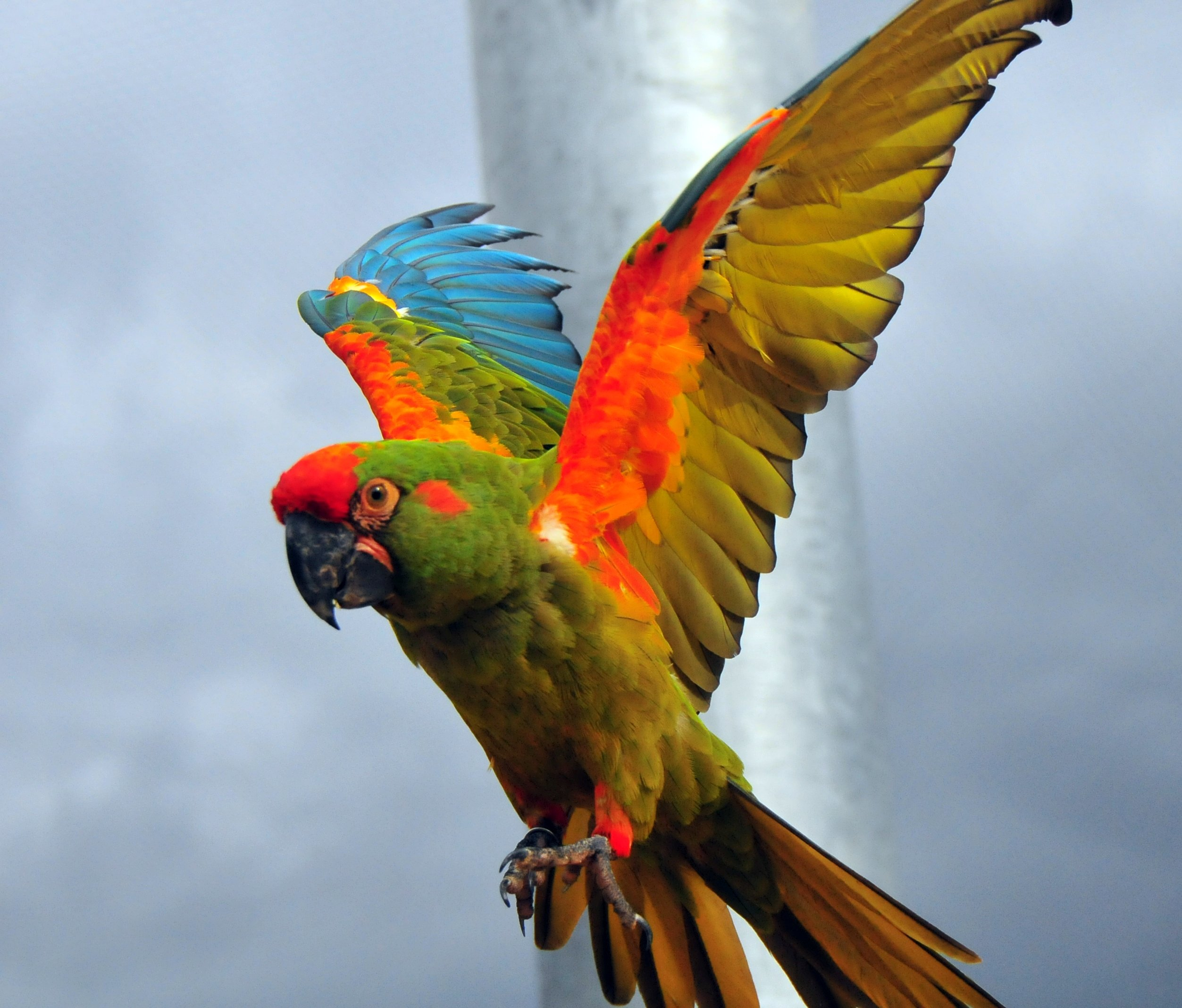
Vörösfülű ara
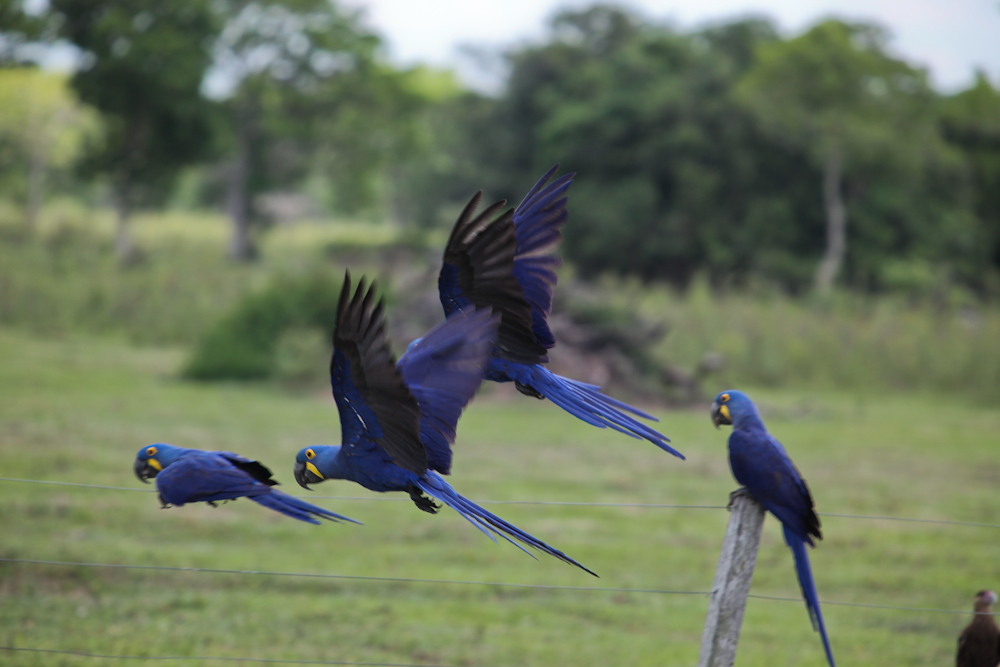
Jácintkék ara
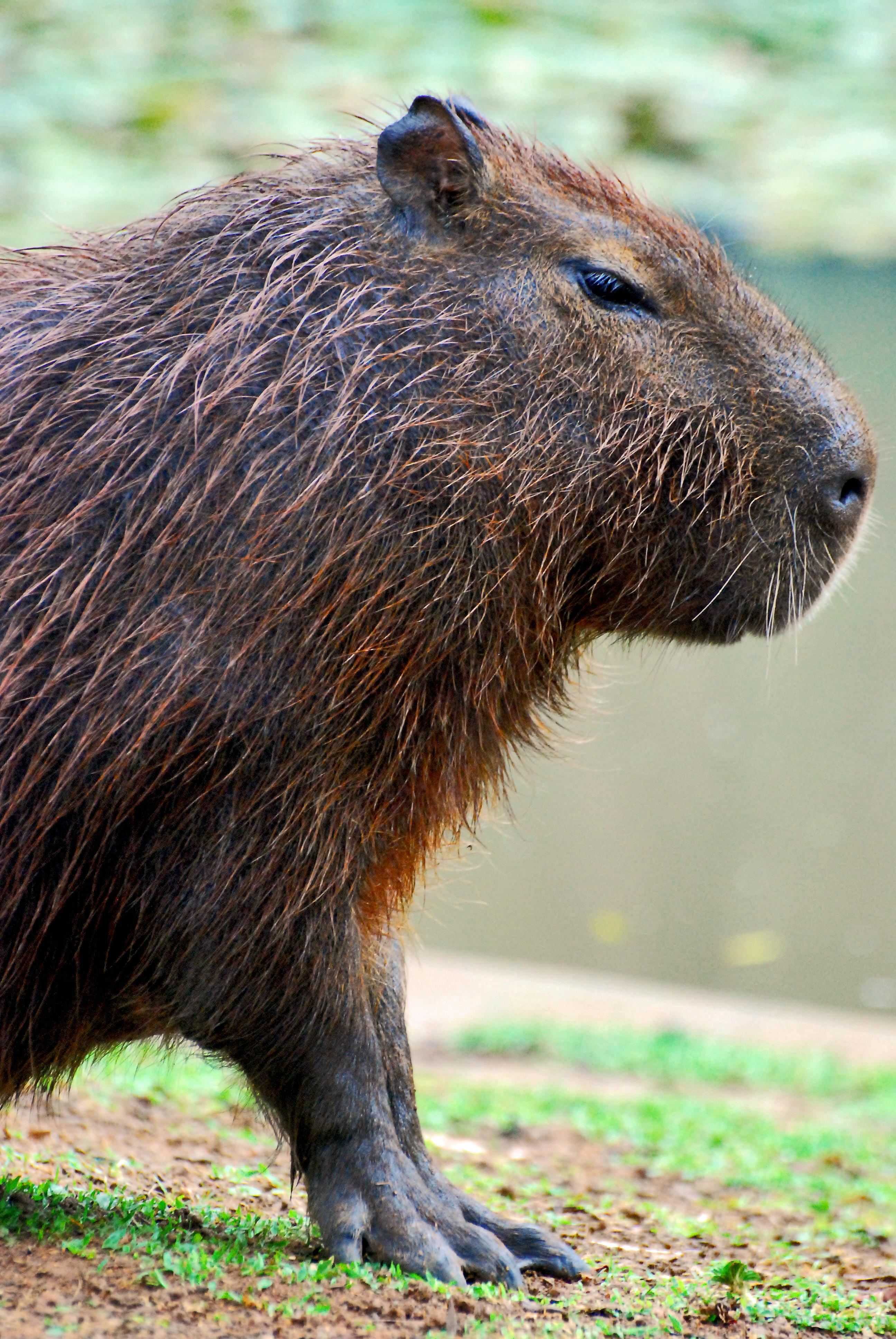
Vízidisznó
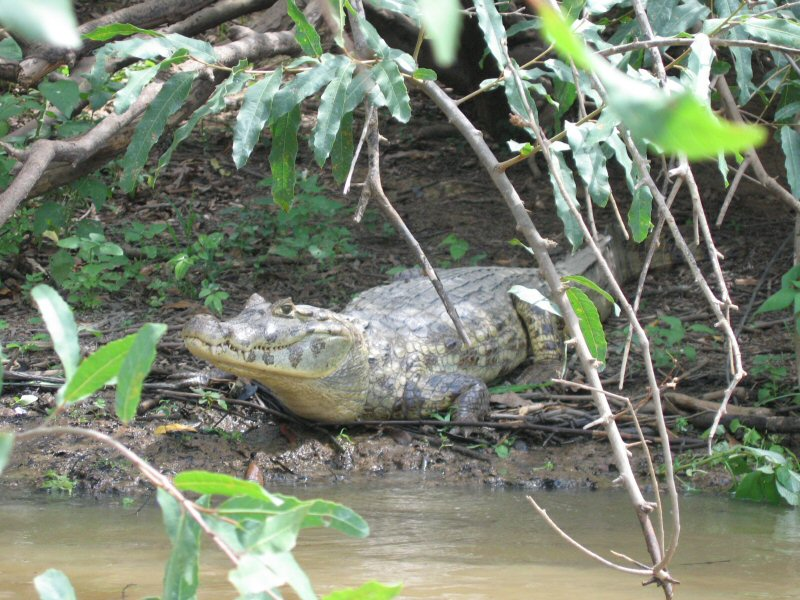
Aligátorfélék
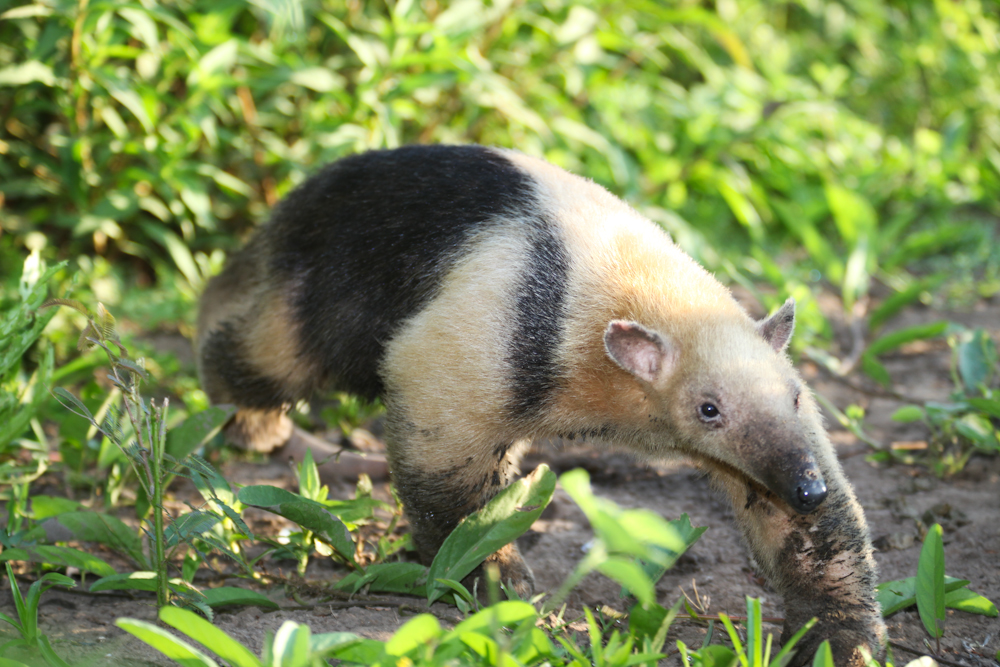
Tamandua
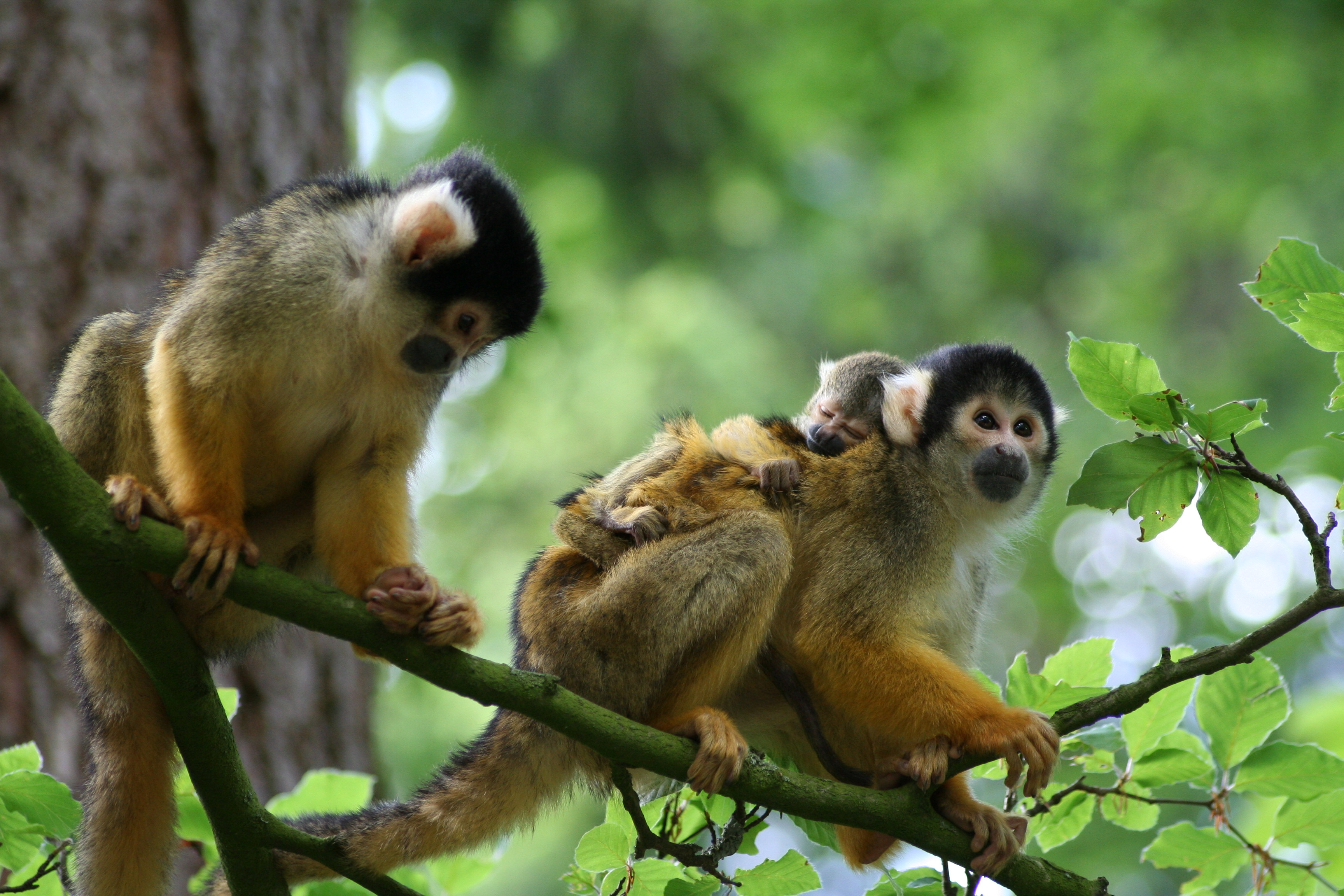
Bolíviai mókusmajom
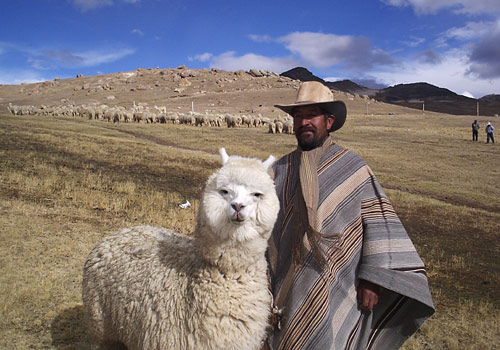
Alpaka
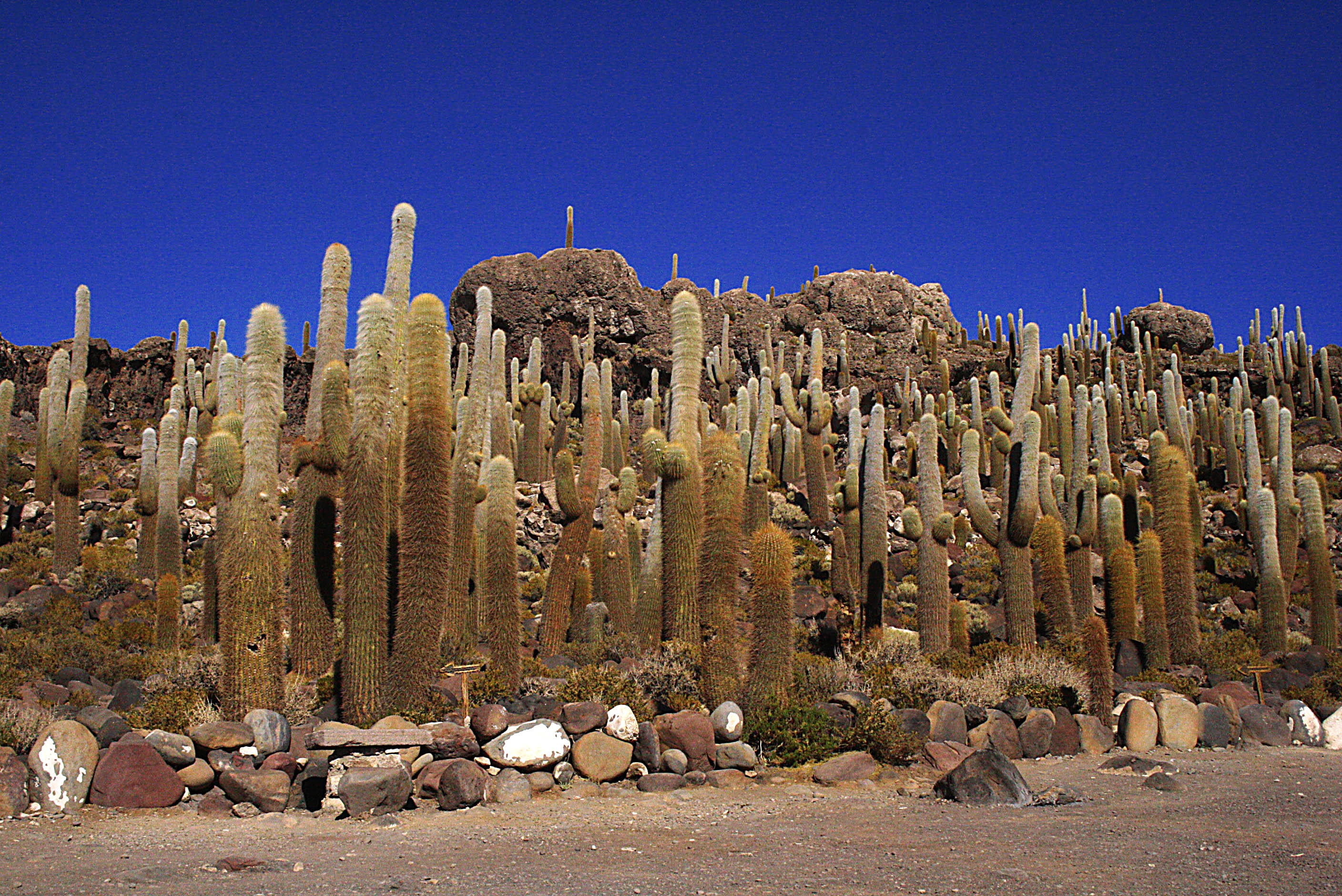
Kaktuszfélék
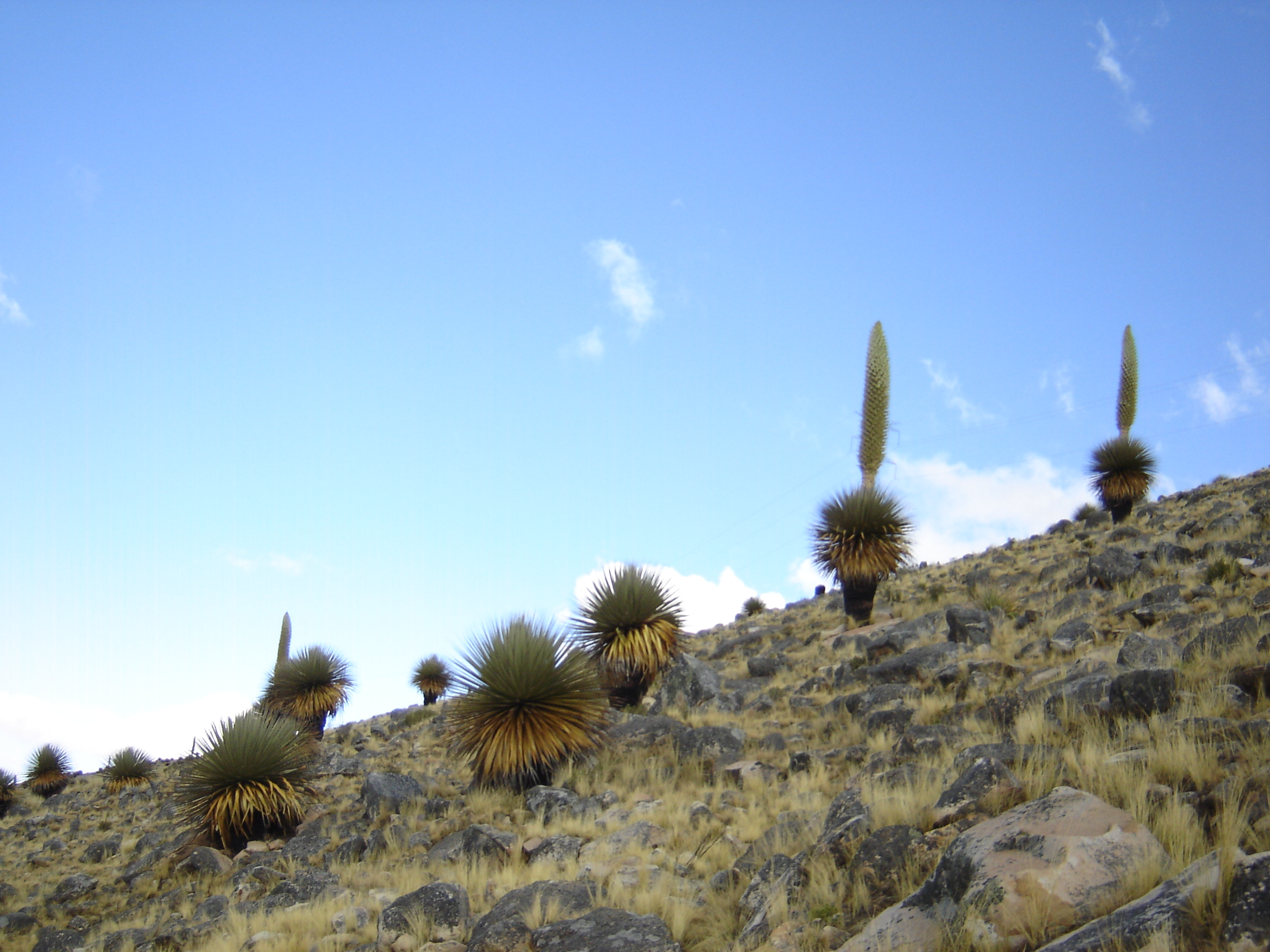
Puya raimondii
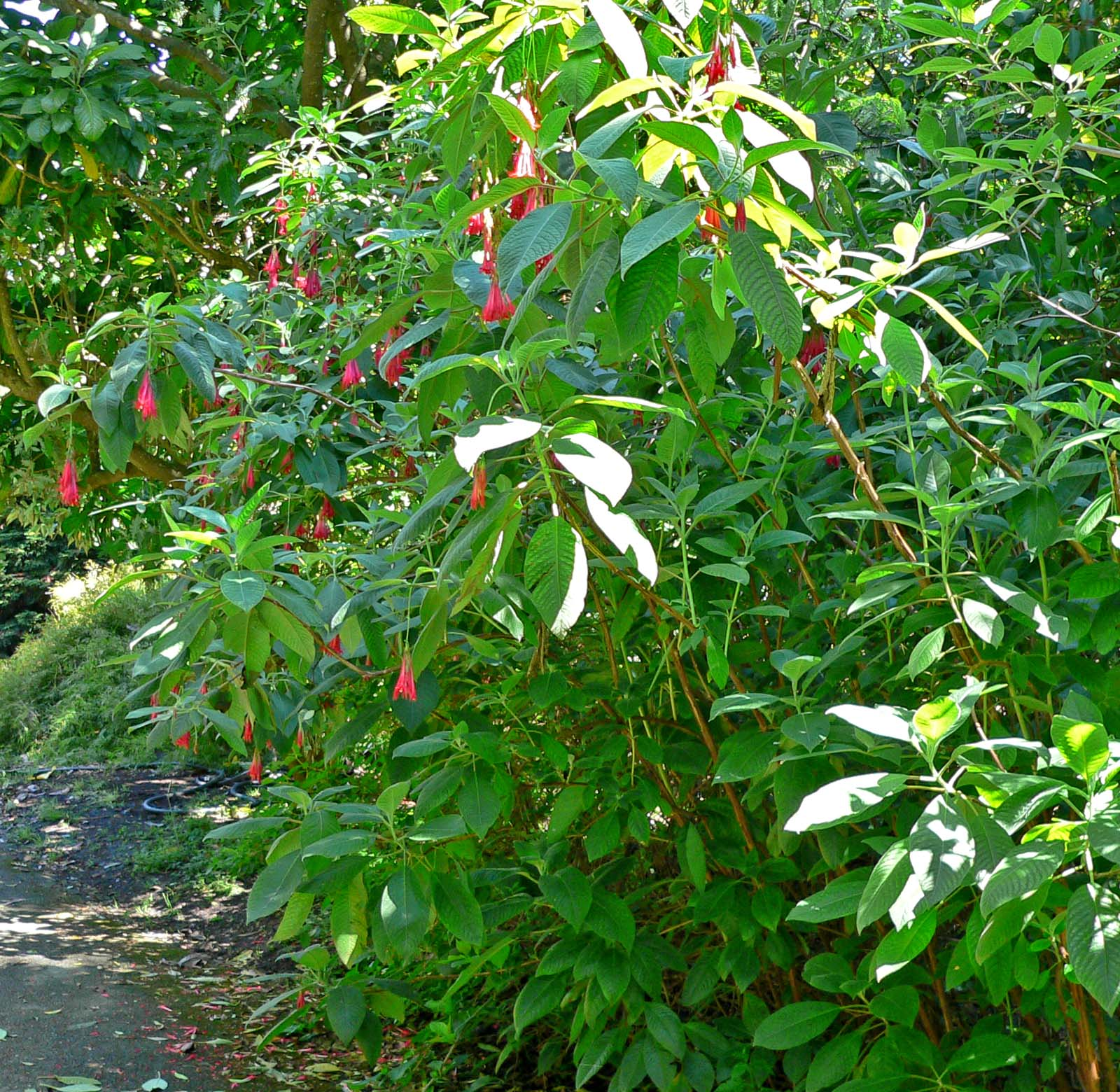
Fukszia

#### Nemzeti parkjai

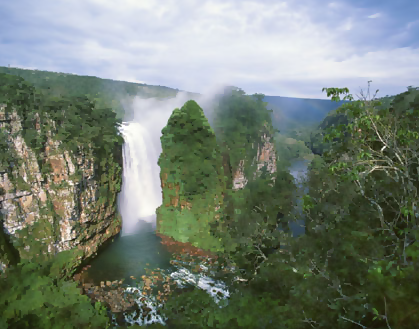
Noel Kempff Mercado Nemzeti Park egy része

- Parque Nacional Madidi (A parkról spanyol és angol nyelven Archiválva 2005. december 3-i dátummal a Wayback Machine-ben)
- Torotoro Nemzeti Park
- Pantanal Matogrossense Nemzeti Park

- Amboro Nemzeti Park — 4425 négyzetkilométeren az Andok lábánál

#### Természeti világörökségei
2000-ben került fel az UNESCO világörökségi listájára a Noel Kempff Mercado Nemzeti Park. A nemzeti park egy része Amazonas vidéki esőerdő, más része az erre lejtő, szavannával fedett hegyvidék. Az emberi tevékenységtől nem érintett vidék.

## Története

### Az európaiak megjelenése előtt
Jelenlegi ismereteink szerint a Peru felől érkező indiánok kezdték el benépesíteni i. e. 1500 körül.
Az első kultúra, amely – a korai horizont idején – i. e. 900–200 között erre a területre is eljutott, a Chavín-kultúra volt.
I. e. 200-tól i. sz. 600-ig – a korai átmeneti időszakban – a Titicaca-tó bolíviai oldalán az úgynevezett Tiahuanaco kultúra volt a meghatározó. Később, a 15. századtól az Inka Birodalom része lett ez a terület.

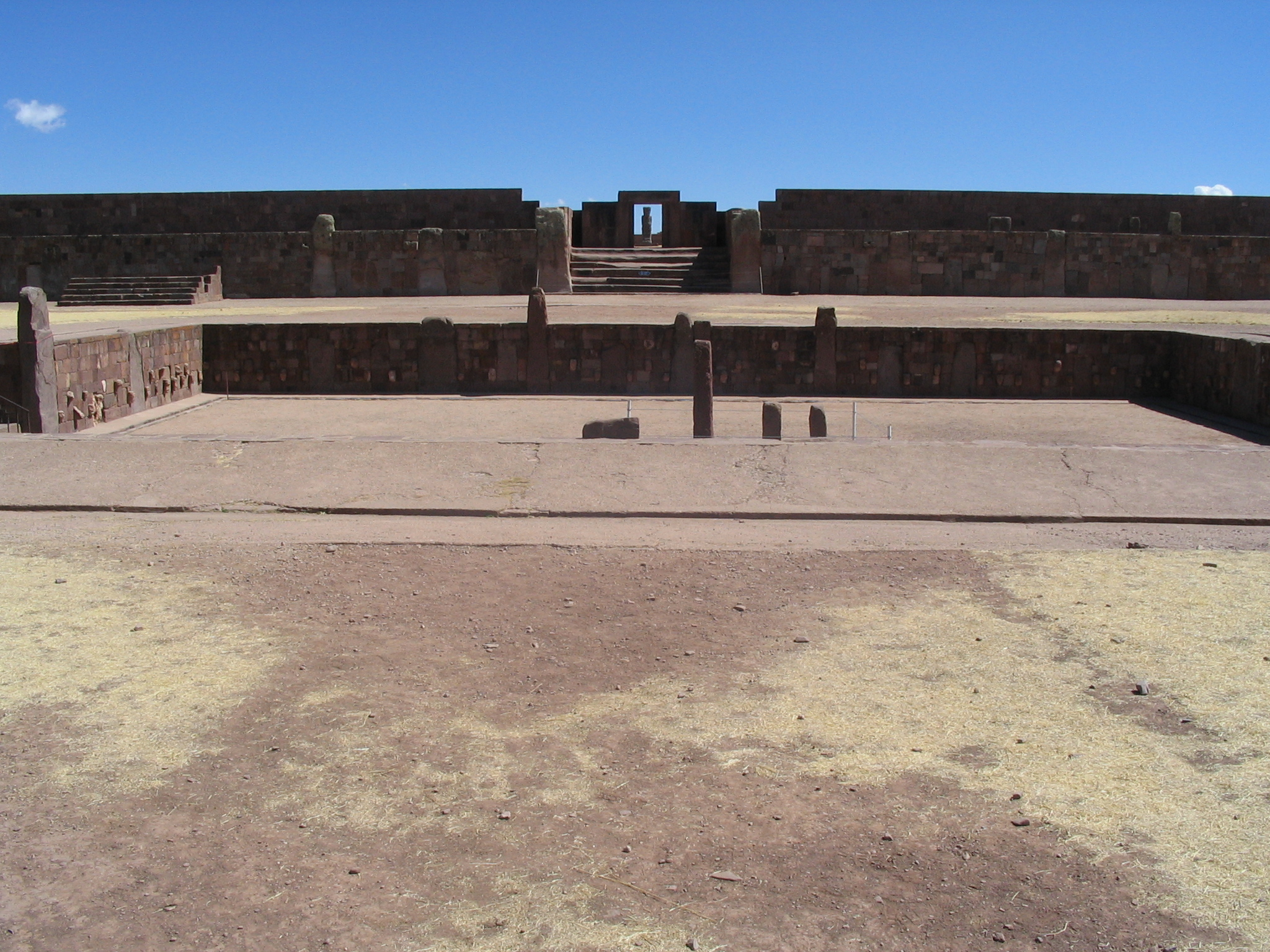
Kalasasaya ókori templomának romja
Inka kipu
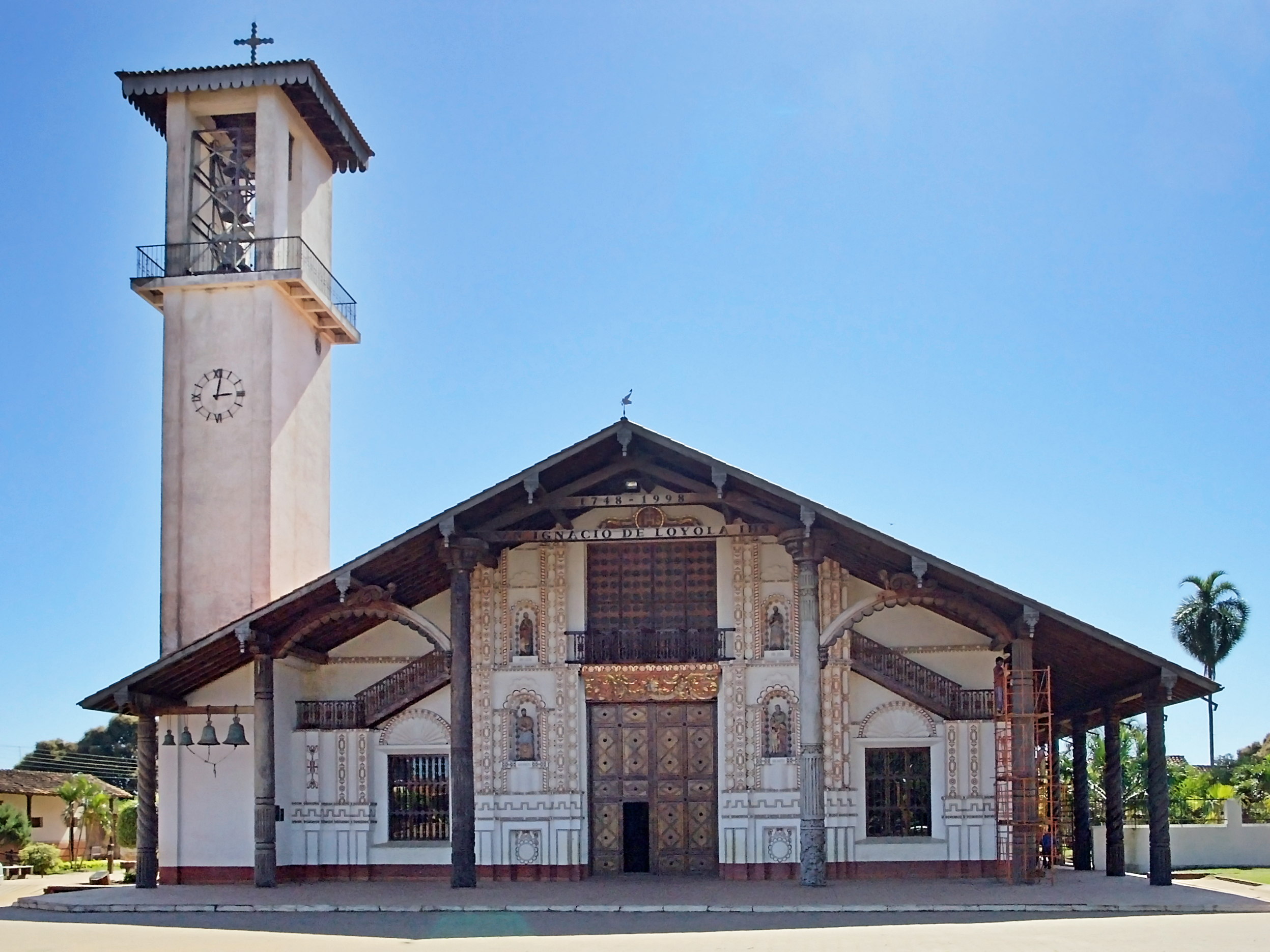
Jezsuita templom, Chiquitos

### Gyarmati időszak
Az európaiak közül elsőként a portugál Alejo Garcia járt ezen a vidéken. A spanyol hódítás Diego de Almagro nevéhez fűződik, aki Peruból induló chilei expedíciója (1535-37) során vágott keresztül Bolívián. A spanyolok 1538-ban alapították La Plata-Charcas (ma Sucre), 1548-ban Nuestra Señora de la Paz (ma La Paz) városát. A ma Bolíviának ismert terület Felső-Peru néven 1543-tól a limai alkirály joghatósága alatt állt. 1545-ben egy Diego Huallpa nevű indián fedezte fel Potosí ezüstlelőhelyeit. A bolíviai ezüstbányák révén Felső-Peru volt a 16-18. században a spanyol világbirodalom leggazdagabb és legnépesebb gyarmata. Bennszülöttek dolgoztak a bányákban (A spanyolok folytatták a mita nevű prekolumbián kényszermunka rendszert.) A gyarmaton több szerzetesrend is folytatott missziós tevékenységet. A Chaco nehezen megközelíthető vidékén a 17. századtól a jezsuiták hoztak létre missziókat, majd a század végétől a ferencesek is csatlakoztak a térítő munkához. 1624-ben Chuquisacában egyetemet alapítottak, ahol külön ajmara tanszék működött. 1776-ban Felső-Perut elszakították a vele szervesen összetartozó területektől, s a Río de la Plata Alkirálysághoz csatolták. A 18. század végére az ezüstbányák kimerültek. A század folyamán az indiánok többször megpróbáltak fegyverrel is javítani a helyzetükön: 1780-81-ben az utolsó inka uralkodó leszármazottja, II. Tupac Amaru vezetésével zajlott le Latin-Amerika legnagyobb indián felkelése. A spanyol király hatalma a napóleoni háborúk idején gyengült meg, a gyarmati hatóságok önállósága kényszerűen megnőtt.

### A köztársaság és a gazdasági instabilitás

Bolívia területi változásai

A 19. század nagy részében az ország történelmét a gazdasági hanyatlás és a politikai anarchia jellemezte. 1803-tól 1825-ig Potosí ezüstbányáinak termelése 80%-kal csökkent. A kreolok és a meszticek egyenjogúságért folytatott mozgalmai függetlenségi törekvésekkel párosultak. A terület az Antonio José de Sucre tábornok vezetésével megvívott ayacuchói csata eredményeként szabadult fel. A függetlenséget 1825. augusztus 6-án a chuquisacai kongresszuson kiáltották ki. Ez az esemény Simón Bolívar nevéhez kötődik, mivel tiszteltére nevezték el az országot Bolíviának, melynek Bolivar lett a protektora, Sucre pedig az első elnöke.
1836-ban Bolívia Andres de Santa Cruz marsall vezetésével lerohanta Perut, hogy visszahelyezze tisztségébe az ottani letett elnököt, Luis Orbegeso tábornokot. Peru és Bolívia konföderációra lépett, aminek Santa Cruz lett a fővédnöke, ami rögvest viszályt szült, részben mert az új államban Perut két külön köztársaságra, Észak- és Dél-Perura osztották fel. A Konföderáció meg Chile közötti feszültség következtében Chile hadat üzent a Konföderációnak 1837. május 9-én. A perui-bolíviai seregek több jelentős győzelmet arattak: megverték az argentin expedíciós sereget és az első chilei expedíciós sereget. Az utóbbi csata helye Arequipa város közelében volt, Paucarpata mezején.
Az ugyanitt megkötött békeszerződést chilei csapatok parancsnoka és perui lázadó seregek vezetői felhatalmazás nélkül írták alá. A szerződés szerint a chileiek kivonulnak Peruból és Bolíviából, visszaadják a Konföderáció elfogott hajóit, normalizálják a gazdasági kapcsolatokat és Peru Chilével szemben fennálló adósságát kifizeti a Konföderáció. Ez a szerződés közfelháborodást váltott ki Bolíviában és a kormány lemondani kényszerült. A chileiek megszervezték második expedíciós hadseregüket és a Konföderáció erőit megverték Yuangay mezején azokkal a fegyverekkel és felszerelésekkel, amelyeket Santa Cruz adatott át nekik. A vereség után Santa Cruz Ecuadorba menekült és a Peru-Bolívia Konföderáció felbomlott.
A függetlenségét visszanyert Peru elnöke, Gamarra tábornok megtámadta Bolíviát. A perui hadsereg döntő vereséget szenvedett az Ingaví melletti csatában 1841. november 20-án, ahol maga Gamarra tábornok is elesett. A bolíviai hadsereg ellentámadását José Ballivián tábornok vezette, és elfoglalta Arica perui kikötőt. 1842-ben a két fél békeszerződést kötött és véget vetett a háborúnak.
A korai 19. század gazdasági és politikai instabilitása nyomán Bolívia gyenge ország volt. Ez megmutatkozott a csendes-óceáni háborúban (1879–83), amikor elvesztette tengeri kijáratát és a környező guanóbányákat. Bolívia tengeri kijárata addig Antofagasta kikötő volt, ekkor Chiléhez került. Függetlensége óta Bolívia területének több mint a felét vesztette el háborúk következtében. Így elvesztette Acre államot (gumitermelése volt jelentős), amelyet Brazília beszélt rá, hogy előbb váljon ki Bolíviából (Acrei Köztársaság), majd csatlakozzék Brazíliához 1903-ban. (Petrópolisi szerződés).
Az ezüst világpiaci árának emelkedése Bolívia számára a viszonylagos virágzást és politikai stabilitást hozta az 1800-as évek vége felé. A 19. század korai éveivel szemben az ón vette át az ország számára a legfontosabb jövedelemforrás szerepét. A gazdasági és társadalmi elit által kontrollált kormányok sora a 20. század harmincas éveiig a laissez-faire gazdaságpolitikáját folytatta.
A bennszülött lakosság - akik a lakosság többségét adták - életkörülményei szánalmasak maradtak. Primitív körülmények között dolgoztak a bányákban és a feudális nagybirtokokhoz nagyon hasonló mezőgazdasági üzemekben, kizáródtak az oktatásból, lehetetlen volt számukra a vállalkozás és a politikai életben való részvétel. Bolívia vereséget szenvedett a Chaco-háborúban (1932-35). Ez fordulópont az ország történetében. Az 1938-as Buenos Aires-i békeszerződés a vitatott területeket Paraguaynak ítélte, Bolíviának le kellett mondania a Gran Chaco mintegy 70%-áról. A háború gazdaságilag tönkretette az országot, nagy elégedetlenséget váltott ki a lakosság körében, egyedül az "ónbárók" (például Patiño, Aramayo, Hochschild) számára járt haszonnal. A civil politikusok kompromittálódása lehetővé tette, hogy 1936 májusában katonai junta vegye át a hatalmat. Jelentős államosításokat hajtottak végre, kisajátították a Standard Oil Co. vagyonát, állami ellenőrzés alá vonták a bankokat és a kőolajtermelést. 1937 júliusában újabb katonai kormány alakult, amely az "ónbárók" befolyásának visszaszorítására törekedett, a bányák devizabevételét állami ellenőrzés alá vonta, s új alkotmányt adott ki, amelyben az ország ásványkincskészletét állami monopóliumnak nyilvánították. Később a Standard Oilt kártalanították, s az "ónbárók" is visszakapták korábbi kedvezményeiket. Bolívia 1943. április 7-én hadat üzent Németországnak. A második világháború után az országban erős amerikai befolyás érződött és a gazdasági nehézségek fokozódtak, a lakosság elégedetlenségét egyre gyakoribb sztrájkok jelezték.

### A Nemzeti Forradalmi Mozgalom felemelkedése (1951)
A Nemzeti Forradalmi Mozgalom széles bázison alakult ki. 1951-ben győzött az elnökválasztáson, de az addigi hatalom ezt nem ismerte el. Inkább katonai puccsot hajtottak végre. Erre 1952-ben sikeres forradalom tört ki. Víctor Paz Estenssoro elnöksége alatt a Mozgalom erős népi támogatással, programjának megfelelően bevezette az általános választójogot, a széles körű földreform nyomán megteremtették a falusi oktatás rendszerét és államosították az ország legnagyobb ónbányáját.
Tizenkét évi zavaros uralom után a Mozgalom kettészakadt. 1964-ben Paz Estenssoro elnök harmadik időszakát megszakítva egy katonai junta került hatalomra. 1966-ban a junta elnöke, René Barrientos Ortuño lett az elnök, aki 1969-ben meghalt. Ezután gyenge kormányok sora következett. A közrend megingásától megriadva a katonák 1971-ben Hugo Banzer Suárez ezredest tették meg elnöknek. (Később tábornok lett). Banzert 1971-74 között a Forradalmi Mozgalom is támogatta. 1974-ben a hadsereg tagjainak egy csoportja, akiknek nem tetszett Suárez politikája, civilekkel váltotta fel a kormányt és felfüggesztettek minden politikai tevékenységet. A gazdaság gyorsan nőtt Banzer uralma alatt, de az emberi jogok megsértése és a folyamatos pénzügyi válság miatt támogatottsága elenyészett. Végül 1978-tól Bolíviára ismét a politikai zavarok időszaka köszöntött.

### Katonai kormányok: García Meza és Siles Zuazo (1978-1982)
Az 1979-es és az 1981-es választásokat csalások jellemezték. Puccsok, ellenpuccsok és ügyvivő kormányok váltották egymást. 1980-ban Luis García Meza Tejada tábornok kegyetlen és véres államcsínye nem élvezte a közvélemény támogatását. Azzal teremtett békességet, hogy megígérte, csak egy évig marad a hatalomban. (Az egy év leteltével a televíziós választási kampányában populáris jelszavakat hangoztatott, mint "Bueno, me quedo" - "Rendben, maradok" [elnök]. Röviddel később letették posztjáról.) Elnökségét az emberi jogok rendszeres megsértése, a kábítószer-kereskedelem és az elrontott gazdaságpolitika jellemezte; elnöksége alatt az infláció, amely korábban a bolíviai gazdaság rákfenéje volt, ismét megjelent. Később elítélték különböző bűnökért, köztük gyilkosságért, és miután Brazília kiadta, 1995-ben megkezdte harmincéves büntetésének letöltését (2018-ban végül meghalt).
Mikor 1981-ben katonai lázadás eltávolította García Mezát, három másik katonai kormány következett tizennégy hónap alatt. Közben Bolívia gondjai csak nőttek. A katonák nyomására az 1980-ban megválasztott Kongresszus új államfőt választott. 1982 októberében, 22 évvel azután, hogy vége lett elnöki hivatala első időszakának (1956-60), Hernán Siles Zuazo ismét elnök lett.

### Sánchez de Lozada és Banzer: a gazdaság liberalizálása (1993-2001)
Sánchez de Lozada kiterjedt gazdasági és társadalmi reformtervet hajtott végre. Kormánya által végrehajtott legdrámaibb változás a privatizációs program volt, amelynek során beruházók, általában külföldiek, 50%-os tulajdonrészt és az irányítás jogát szerezték meg közszféra vállalataiban, így az állami olajvállalatot, a hírközlési rendszert, a légitársaságokat, a vasutakat és a villamos hálózatot adták át a tőkés beruházóknak. Ezt a reformot és a gazdaság átalakítását hevesen ellenezték a társadalom legkülönfélébb csoportjai. 1994-1996-ban gyakori és heves tiltakozó megmozdulások voltak, különösen La Pazban és a Chapare nevű kokalevél termesztő régióban. Sánchez de Lozada kormánya pénzügyi kompenzációt nyújtott azoknak, akik önként felhagytak az illegális kokalevél termesztésével. Ez a politika csak csekély mértékben tudta csökkenteni a koka termést, és az 1980-as évek közepén Bolívia adta a világ koka termésének egyharmadát, amit aztán feldolgoztak kokainná.
Ekkoriban a munkásszervezetek gyűjtőszervezete, a Central Obrera Boliviana (COB) egyre kevésbé tudta befolyásolni a kormánypolitikát. Az 1995-ös tanítósztrájk azért szenvedett vereséget, mert a COB nem tudta támogatásukra mozgósítani sok tagját, beleértve az építőipari és gyáripari munkásokat. Az állam részleges rendkívüli állapotot vezetett be, hogy megelőzze a tengődő tanítók mozgalmának kirobbanását. A tanítókat trockisták vezették, és szakszervezetük volt a COB legharcosabb tagja. Bukásuk a COB nagy kudarca volt. A COB-ot belső korrupció és harcképtelenség is besározta 1996-ban.
Az 1997-es választásokon Hugo Banzer tábornok, az ADN párt jelöltje és korábbi diktátor (1971-1978) a szavazatok 22%-ával győzött, míg ellenfele, a Forradalmi Mozgalom jelöltje 18%-ot kapott. Banzer tábornok a pártok széles koalíciójával megszerezte a bolíviai Kongresszus helyeinek többségét. A Kongresszus őt választotta elnöknek és 1997. augusztus 6-án iktatták be. Választási kampányában Banzer tábornok az állami olajtársaság privatizációjának leállítását ígérte. Amikor szembesült Bolívia gyenge tárgyalási pozíciójával a nemzetközi társaságokkal szemben, másképpen beszélt. A Banzer kormány lényegében folytatta elődjének szabadpiacot építő és privatizáló politikáját és az 1990-es évek közepének aránylag jelentős gazdasági növekedése folytatódott hivatali idejének három éve alatt. Ekkor azonban globális, regionális és hazai hatások együttese a gazdasági növekedés lehanyatlását hozta. Argentína és Brazília pénzügyi válsága, exporttermékeinek alacsony világpiaci ára, és a koka-szektor foglalkoztatottságának csökkenése a bolíviai gazdaságot recesszióba szorította. A közvélemény ezen kívül nagy jelentőséget tulajdonított a korrupciónak. Ezek a tényezők a növekvő társadalmi elégedetlenséggel együtt határozták meg Banzer elnökségének második felét.
Elnökségének vége felé Banzer különleges rendőri egységeket állított fel, hogy fizikailag megakadályozzák a koka termesztést Chapare régióban. Ez azonnali és drámai csökkenését okozta az illegális koka termesztésnek, így Bolívia viszonylag kicsi ellátója lett a kokain gyártásnak. Ennek nyomán sokan munkanélkülivé váltak és a városokba mentek, különösen Palo Altóba és La Paz nyomornegyedeibe. A Jaime Paz Zamora által vezetett MIR párt Banzer koalíciós partnere volt Banzer egész időszakában, és támogatta ezt a politikát(Méltóság Tervnek hívták).

### 21. század
2001. augusztus 6-án rákja miatt Banzer lemondott hivataláról. Kevesebb, mint egy év múlva meghalt. Banzer Egyesült Államokban tanult alelnöke, Jorge Fernando Quiroga Ramírez töltötte ki az elnöki időszak utolsó évét.
2007-ben Evo Morales elnök alkotmányos reformokat hajtott végre, melyek deklarált célja, hogy nagyobb beleszólást adjon a szegényeknek az ország ügyeibe. A szocialista reformokat négy földgázban gazdag, többségében fehér lakosságú kelet-bolíviai tartomány december 16-án megelégelte, és egyoldalúan gazdasági autonómiát hirdetett: adóbevételeinek csak egyharmadát adja tovább a kormánynak. Úgy érezték, hogy ők fizetik a szegényebb régiók kiadásait: a földgáztermelő tartományokban a lakosság 35%-a él, de a nemzeti össztermék több mint háromnegyede származik innen. Az időzítés hátterében az állt, hogy két héttel később újabb alkotmánymódosító népszavazásokra készültek, melyek további államosítást jelenthetnének. Tüntetések is voltak a reformok ellen.
2024. június 25-én Juan José Zúñiga katonai parancsnok puccsot kísérelt meg Luis Arce elnök ellen, ám a bolíviai kormány népi támogatással meghiúsította a hatalomátvételi kísérletet.

## Államszervezet és közigazgatás

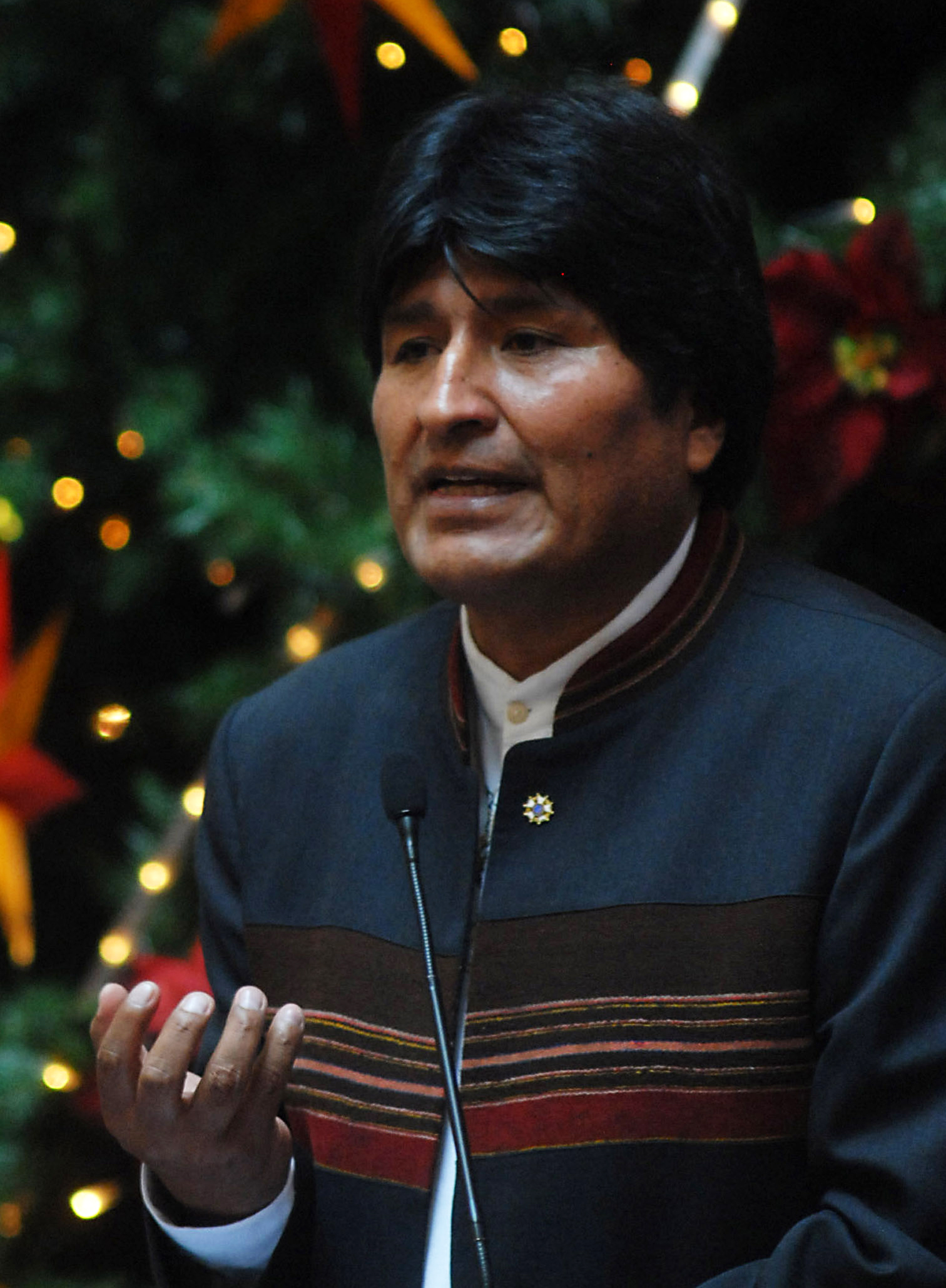
Evo Morales, az ország volt elnöke

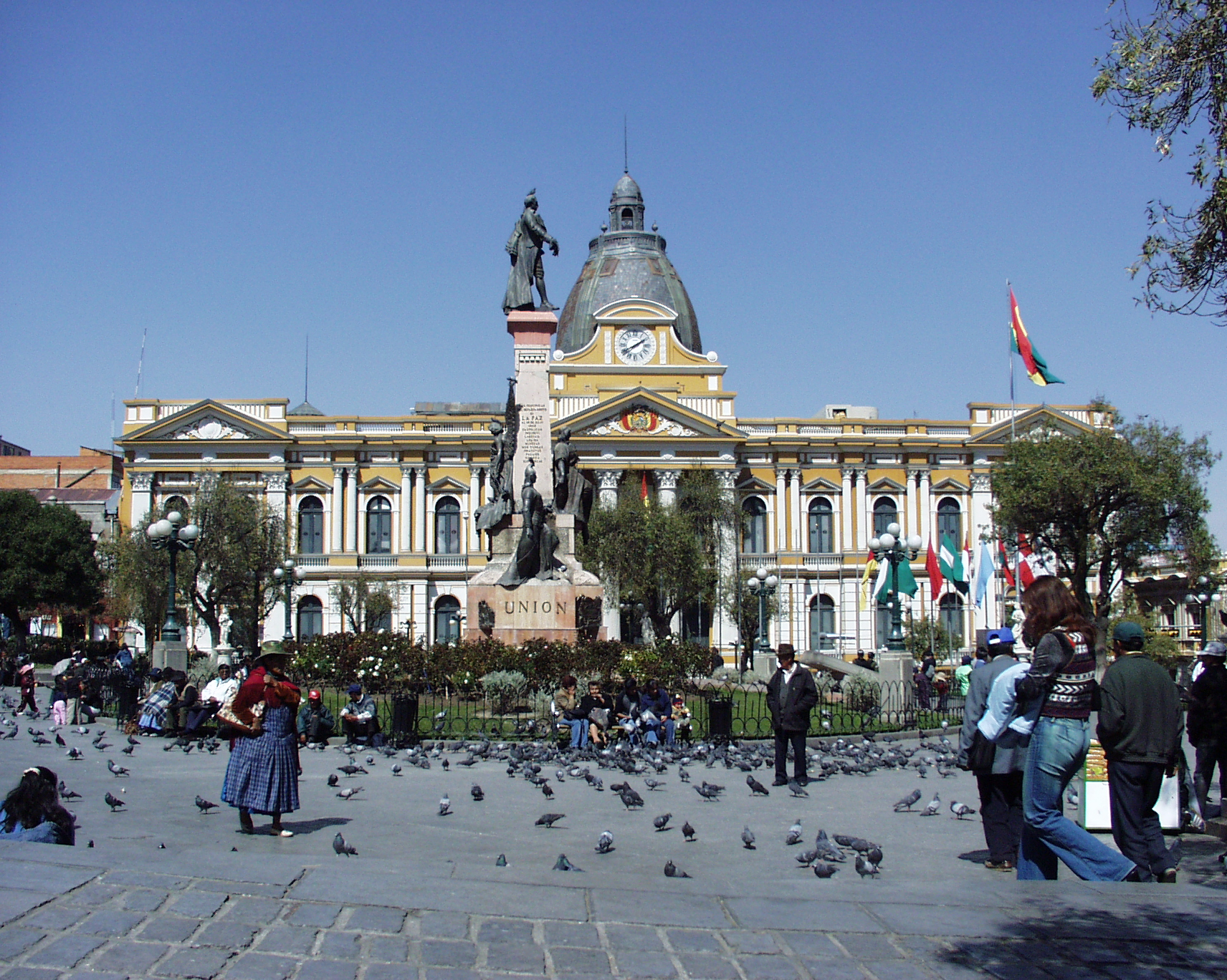
A Kongresszus épülete

### Alkotmány, államforma
Elnöki köztársaság. Az állam szervezetének és működésének kereteit az 1947. évi alkotmány határozta meg. A törvények a kétkamarás Kongresszusban születnek, amelynek felsőháza a 27 tagú Szenátusból, alsóháza pedig a 130 tagú Képviselőházból áll. Az általános választójog alapján a parlamenti képviselőket négy évre választják. Választójoggal a 21. életévüket betöltött állampolgárok rendelkeznek, a házasok már a 18. évüktől. A végrehajtó hatalmat az elnök, aki egyben az államfő is, és a Kabinet gyakorolja. Az elnököt közvetlenül, négy évre választják. Ha a szavazatok abszolút többségét egyik jelölt sem szerzi meg, akkor a Kongresszus választ elnököt.

### Törvényhozás, végrehajtás, igazságszolgáltatás
A megyék élére az elnök nevezi ki a prefektusokat, akik a helyi szinten képviselik a végrehajtó hatalmat. A bírósági szervezet három szintű: helyi bíróságok, megyei bíróságok, Legfelsőbb Bíróság. A Legfelsőbb Bíróság 12 tagú, tagjait a Kongresszus választja tíz évre.

### Politikai pártok
- Nemzeti Forradalmi Mozgalom (Történelmi) - (Movimiento Nacionalista Revolucionario Historico) röv. MNR - 1942-ben alapították.
- Bolívia Kommunista Pártja - (Partido Comunista de Bolivia) röv. PCB - alapítva 1950-ben
- Kereszténydemokrata Párt - (Partido Demócrata Cristiano) röv. PDC - alapítva 1954-ben
- Nemzeti Baloldal Forradalmi Pártja - (Partido Revolucionario de la Izquierda Nacionalista) röv. PRIN - alapítva 1964-ben
- Forradalmi Baloldal Mozgalma - (Movimiento de la Izquierda Revolucionaria) röv. MIR - alapítva 1971-ben
- Baloldali Nemzeti Forradalmi Mozgalom - (Movimiento Nacionalista Revolucionario de Izquierda röv. MNRI - alapítva 1979-ben
- Nemzeti Demokrata Akció - (Acción Democrática Nacionalista) röv. ADN - alapítva 1979-ben
- Szabad Bolívia Mozgalom - (Movimiento Bolivia Libre) röv. MBL - alapítva 1985-ben
- A Haza Öntudata - (Conciencia de Patria) röv. Condepa - alapítva 1988-ban
- Polgári Szolidaritási Szövetség - (Unión Cívica Solidaridad) röv. UCS

### Közigazgatási beosztás
Bolívia hivatalos fővárosa Sucre, de a parlament az ország legfontosabb városában La Pazban 3200 és 4000 m magasság között található, így a világ a legmagasabban fekvő parlamentje.
Az ország felségterülete 9 megyére (departemento) oszlik, ezek további 112 tartományból állnak. A tartományok 294 járásból, a járások pedig összesen 1408 körzetből állnak.
| Bolívia tartományai | Közigazgatási terület neve | Székhelye               |
| Bolívia tartományai | Beni                       | Trinidad                |
| Bolívia tartományai | Chuquisaca                 | Sucre                   |
| Bolívia tartományai | Cochabamba                 | Cochabamba              |
| Bolívia tartományai | La Paz                     | La Paz                  |
| Bolívia tartományai | Oruro                      | Oruro                   |
| Bolívia tartományai | Pando                      | Cobija                  |
| Bolívia tartományai | Potosí                     | Potosí                  |
| Bolívia tartományai | Santa Cruz                 | Santa Cruz de la Sierra |
| Bolívia tartományai | Tarija                     | Tarija                  |

## Népesség

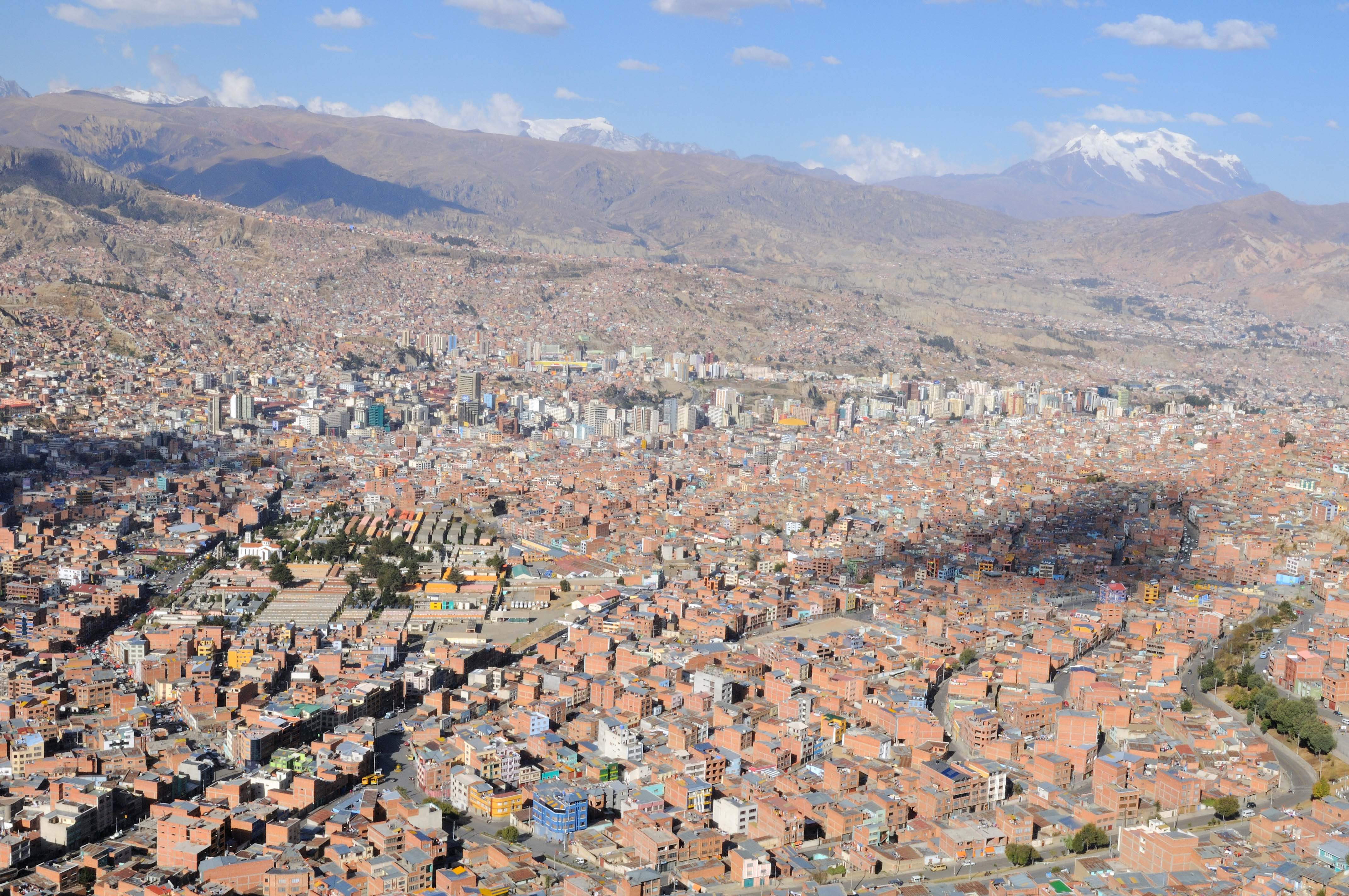
La Paz a világ legmagasabban fekvő fővárosa

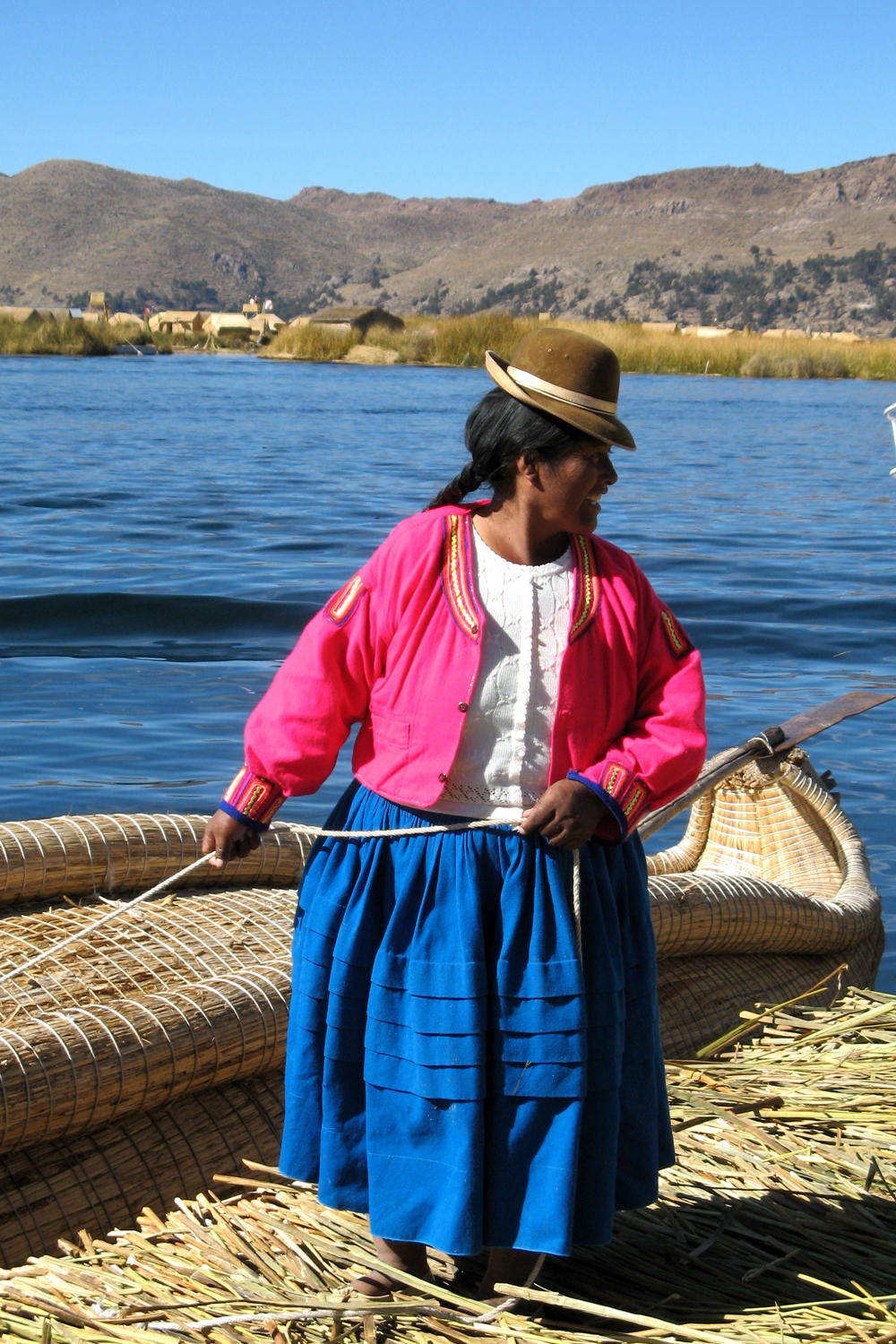
Indián asszony a Titicaca-tavon

### Népességének változása
| Lakosok száma | 3 353 125 | 3 838 156 | 4 429 194 | 5 121 608 | 5 900 127 | 6 956 736 | 7 978 521 | 9 016 787 | 9 993 406 | 12 244 159 |
|               | 1960      | 1966      | 1972      | 1978      | 1984      | 1991      | 1997      | 2003      | 2009      | 2023       |

### Általános adatok
A népesség kb. 85%-a az Andokban él, ezen belül is 60%-uk az Altiplanón, La Paz körül.
Magas népességnövekedés jellemzi, évi 1,5% (2017). A városlakók aránya 2017-ben 69%.

### Etnikai összetétel
A népesség zöme mesztic és őslakos (88 %) — főként kecsua és ajmara. A maradék népesség (12%) kreol és fehér.
A kecsuák és ajmarák leginkább az Altiplanón élnek.

### Beszélt nyelvek
Spanyol (hivatalos) 60,7%, kecsua (hivatalos) 21,2%, ajmara (hivatalos) 14,6%, idegen nyelvű 2,4%, guarani (hivatalos) 0,6%, egyéb anyanyelvű 0,4%.

### Vallások
A katolikus vallás továbbra is uralkodó, de aránya gyorsan csökken. 
2020-as becslés: 
- római katolikus 64,7 %,
- karizmatikus és evangelikál kb. 18,5 %,
- adventista 2,3 %,
- egyéb keresztény (főleg mormon és Jehova Tanúi) kb. 1,7 %,
- más vallású és nem válaszolt 11-12 %
- ateista vagy agnosztikus 1,7 %

A bennszülött lakosság jelentős része ragaszkodik a különböző hagyományos hiedelmekhez, amelyeket a kereszténységgel való összefonódás jellemez. A Pachamama  vagy „Föld Anya” kultusza figyelemre méltó.
Katolikus érseki székhelyek: Cochabamba, La Paz, Santa Cruz de la Sierra, Sucre.

## Gazdaság

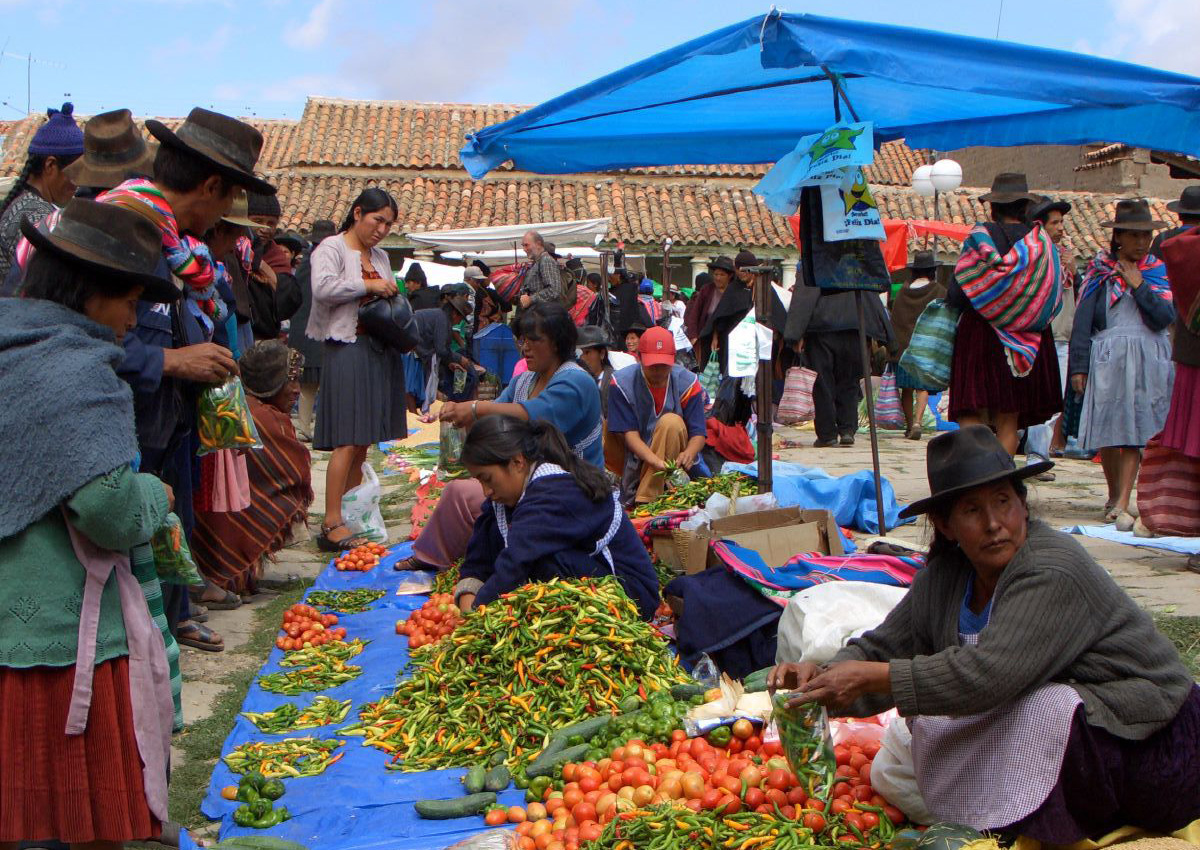
Piackép, Tarabuco

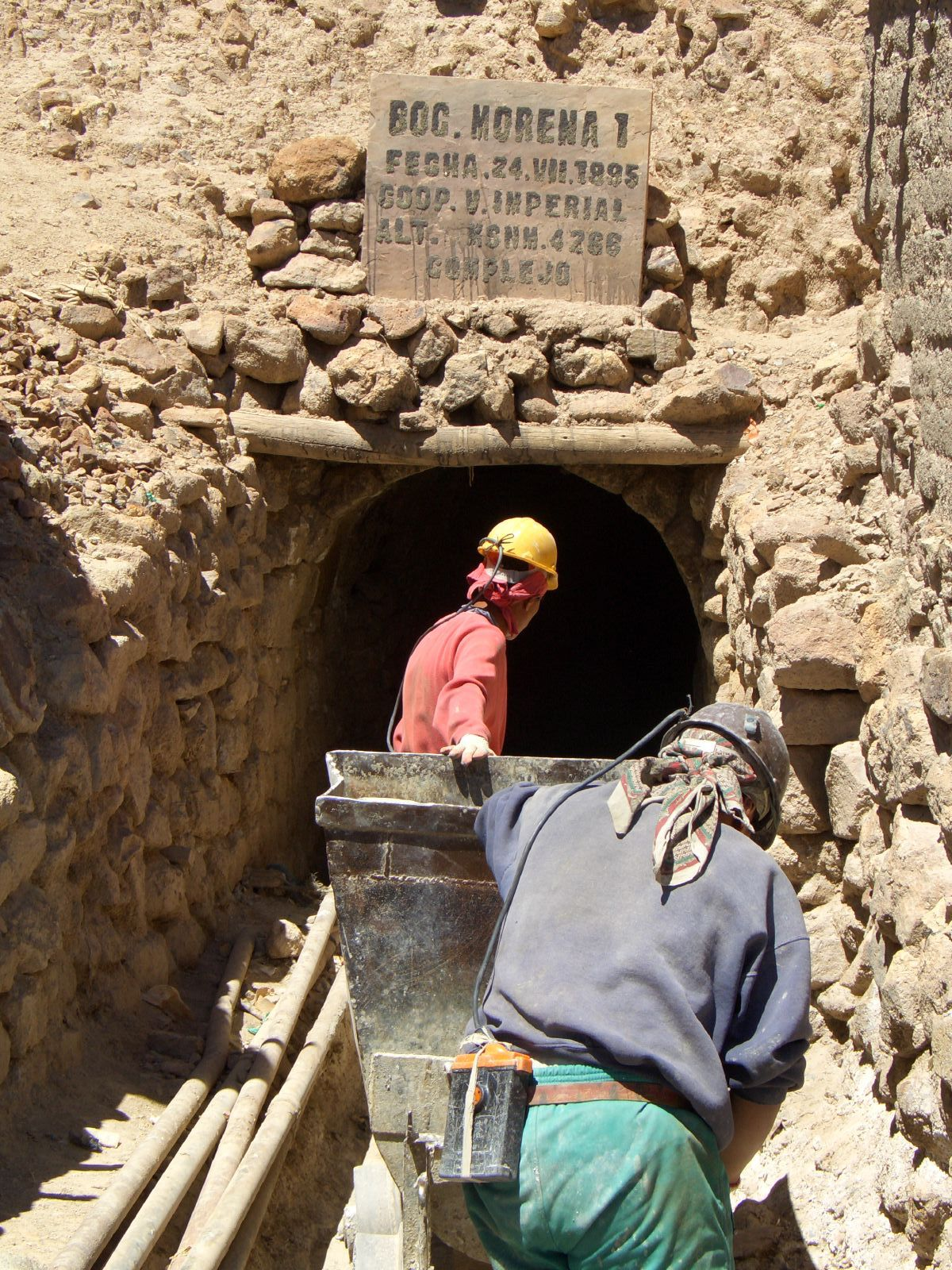
Bányabejárat, Potosi

2010 óta Bolívia kilépett az alacsony jövedelmű országok csoportjából, és a Világbank tanulmányai szerint a közepes jövedelmű országok kategóriájába kezdett tartozni. A közepes jövedelmű országok alsó kategóriájába tartozik, a 2020-as évek elején a világ kb. 95. legnagyobb gazdasága. 
Gazdasága sokáig egyetlen árucikkre épült. Az ezüsttől az ónon át a kokáig csak alkalmanként élt át gazdasági diverzifikációt. A politikai instabilitás és a domborzati tényezők korlátozták a mezőgazdasági ágazat modernizálására irányuló erőfeszítéseket is. A tomboló infláció és a kiterjedt korrupció korábban fejlesztési kihívásokat jelentett, de a 21. század elején a gazdaság váratlan javulást mutatott, így a Moody's Investors Service 2010-ben Bolívia gazdasági besorolását B2-ről B1-re emelte. A bányászat, különösen a földgáz és a cink kitermelése napjainkban uralja az ország exportra épülő gazdaságát.
A külkereskedelmet segíti, hogy több preferenciális megállapodást kötött szomszédaival. Bolívia számos kereskedelmi szervezetnek tagja, így a Dél- és az Andoki Közösség közös piacának is.

### Gazdasági ágazatok

#### Mezőgazdaság
Latin-Amerika más országaitóeltérően a mezőgazdaság kevésbé releváns az ország GDP-jében. Az ország 2020 táján évente közel 10 millió tonna cukornádat termel, és a világ 10. legnagyobb szójababtermelője. Jelentős a kukorica, burgonya, cirok, banán, rizs és búza termesztése is. Az ország legnagyobb mezőgazdasági exportcikke a szóján (szójaliszt és szójaolaj) alapul.
Az ország lakossága — az aktív népesség közel fele — főként a mezőgazdaságból él:[mikor?]
- cukornád: Titicaca-tó északi partja
- gyapot
- kávé: főváros környéki keleti lejtők
- citrusfélék

A kisbirtokok, a kisgazdaságok jellemzőek. Mivel azonban a kistermelők szegények, gazdaságaikat nem tudják fejleszteni, modernizálni. Az extenzív fejlődés akadálya a hegyes terep. Az intenzív fejlesztést erősen gátolta a 2006 és 2009 közötti gazdasági instabilitás (history-hub).
Perun kívül Bolívia az egyetlen olyan ország, ahol a kokalevél (a Coca-Cola alapanyaga) szabadon termeszthető. A világ egyik legnagyobb koka termesztője.
A termesztett kokalevél kb. 4/5-e kokain alapanyagként hasznosul.
A 2020-as évek elején a világ második legnagyobb paradió termelő országa.
A legfontosabb tenyésztett állatok a láma, az alpaka, a szarvasmarha és a juh.
Az Amazonas-medence dzsungellel borított területe és a Gran Chaco száraz, cserjés síksága szinte lakatlan, míg a Yungas szubtrópusi éghajlatú, csapadékos, termékeny völgyei ideálisak déligyümölcsök, kávé, kakaó, dohány, kokacserje és zöldségek termesztésére.

#### Ipar
Gazdaságának alapja a bányászat, de az ásványkincseknek csak egy részét dolgozzák fel, azt is csak részlegesen. Főleg nyersanyagot exportálnak.
Eleinte csak ezüstöt bányásztak. Az ón bányászata 1895-ben kezdődött. Sokáig a világ második óntermelő országa volt.
2019-ben az országː
- a világ nyolcadik legnagyobb ezüstkitermelője; [23]
- a világ ötödik legnagyobb ón-,[24]
- a hetedik legnagyobb cinkkitermelője,[25]
- a nyolcadik legnagyobb ólomtermelő,[26]
- a világ negyedik legnagyobb bórtermelője;[27]
- a világ hatodik legnagyobb volfrámgyártója.[28]

Az ország jelentős aranykitermeléssel is rendelkezik, amely közel 25 tonna/év.
- ónérc: La Paz, Oruro, Potosi
- kőolaj: Délkelet-Bolívia, Camiri
- földgáz: Santa Cruz, Chuquisaca

Dél-Amerika egyik legnagyobb földgázkészletével rendelkezik.
A húszas évek óta folyó kőolaj- és ércfeldolgozás mellett jellemző a könnyű- és élelmiszeripar is.
Fő ágazatok: bányászat, kohászat, élelmiszeripar, dohányipar, kézműves termékek, ruházati ipar.

#### Külkereskedelem
Hagyományos exportcikkei az ón, arany, ezüst, cink, réz és a földgáz — utóbbit csővezetéken szállítják Brazíliába és Argentínába. Az ezredforduló után futott fel a nyers és finomított kőolaj exportja.
A legtöbb terméket elsősorban a chilei Arica kikötőjén át exportálja; odáig vasúton szállítják La Pazból. A mezőgazdasági termékek közül kávét, cukrot, szóját, gyapotot, fát, szarvasmarhát ad el külföldre.
Importja főleg gépekből és bányagépekből, vegyipari termékekből, élelmiszerből és járművekből tevődik össze.
Legfontosabb kereskedelmi partnerei 2016-ban:
- Export:  Brazília 19,3%, az  USA 13,6%,  Argentína 11,4%,  Kolumbia 8,8%,  Kína 6,8%,  Japán 5,9%,  Dél-Korea 5,4%,  Peru 4,8%
- Import:  Kína 19,9%,  Brazília 17,5%  Argentína 10,5%, az  USA 9,8%,  Peru 6,9%,  Japán 4,9%,  Chile 4,1%

## Közlekedés

### Légi
Nemzetközi repülőterei:
- El Alto nemzetközi repülőtér
- Jorge Wilstermann nemzetközi repülőtér
- Puerto Suárez nemzetközi repülőtér
- Viru Viru nemzetközi repülőtér

A helyi forgalmat 9 kisebb repülőtér is segíti.

### Közúti
Az ország közúthálózata 11200 km, egyetlen autópályája La Paz és az El Alto repülőtér között épült.

### Vasúti
A gyér vasúthálózat hossza 3642 km.

### Vízi
Vízi útjai több mint 14000 km hosszan hajózhatók. Egy kikötője van.

## Telekommunikáció
| Hívójel prefix | CP     |
| ITU zóna       | 12, 14 |
| CQ zóna        | 10     |

## Kultúra

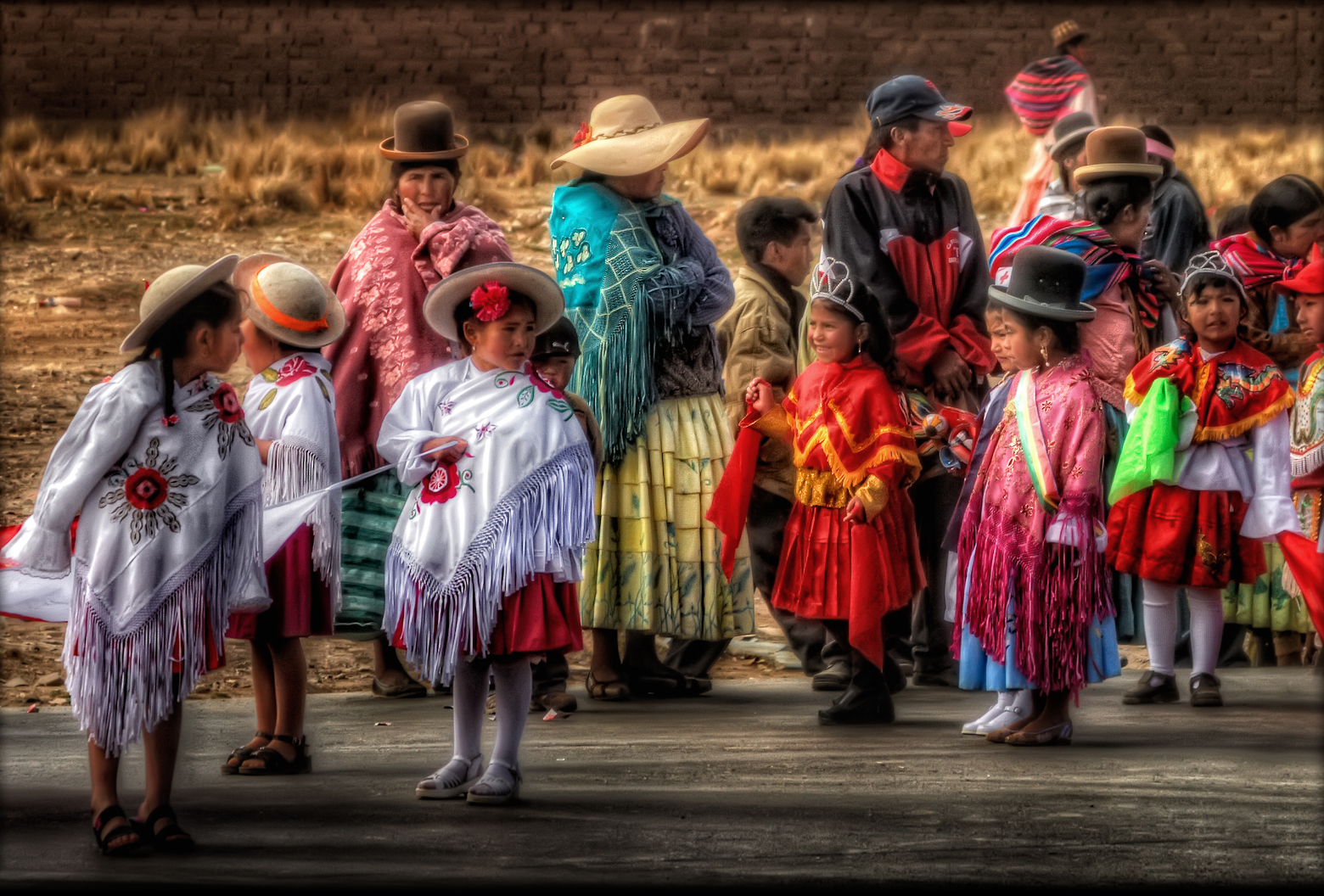
Dia del Mar ünnepre beöltözött gyerekek

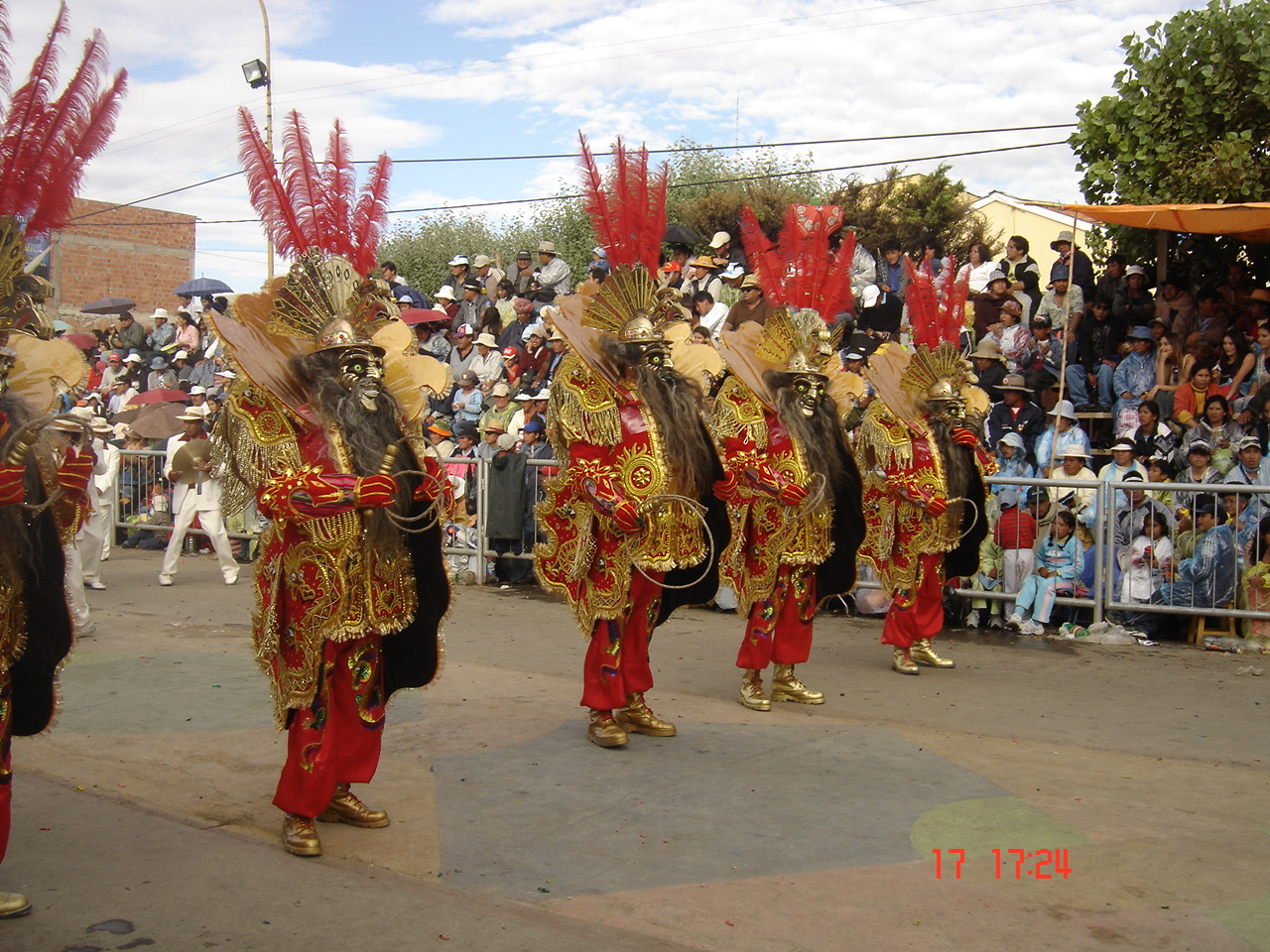
Morenada karnevál

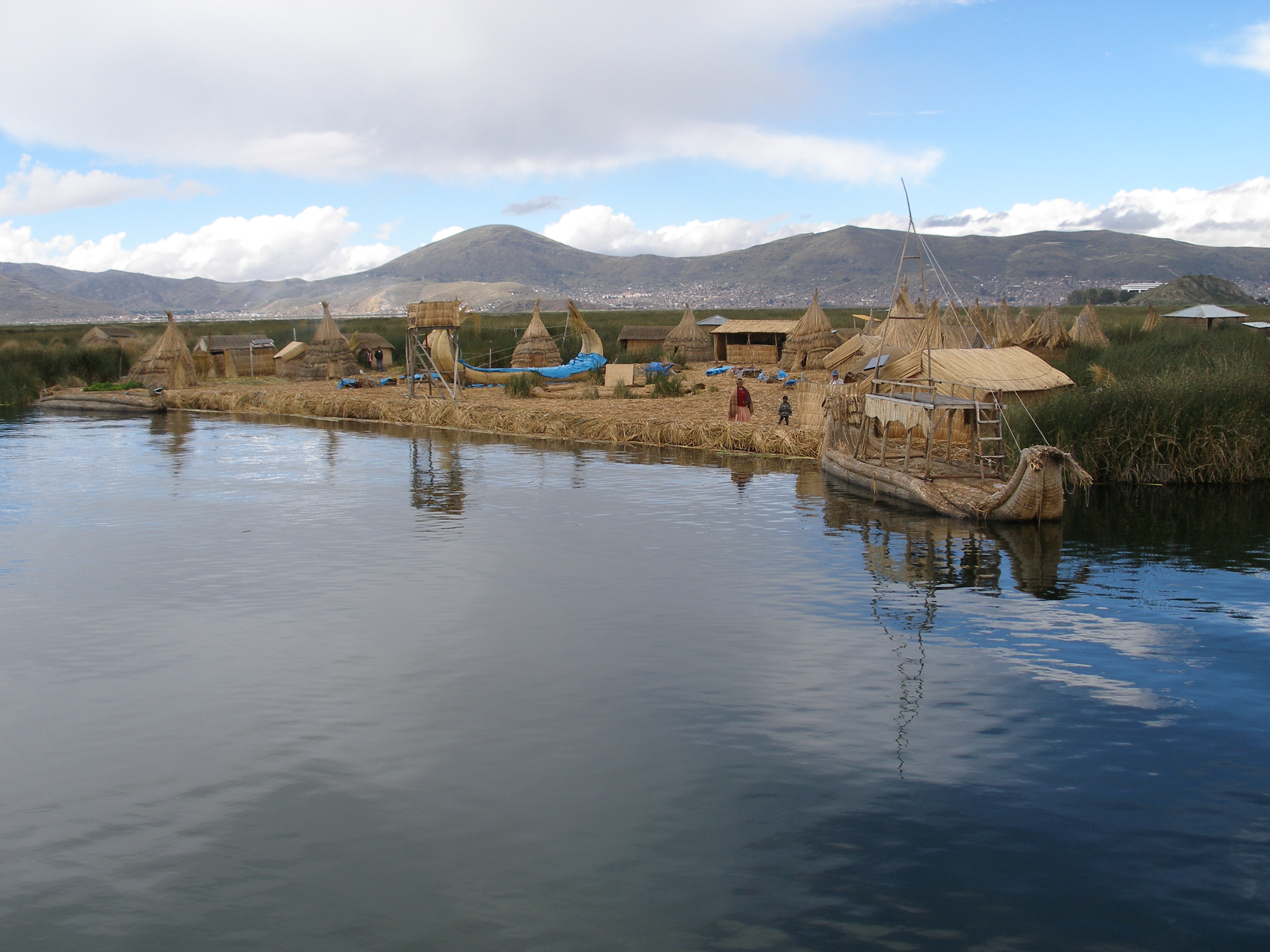
Nádsziget és csónak a Titicaca-tavon

### Oktatás
Az általános tankötelezettség elvben 12 éves korig terjed. Mivel azonban csak a tankötelesek 40%-a jár iskolába, igen sok az analfabéta. Nyolc állami és egy magánegyetem működik. A legrégebbi, 1624-ben alapított egyetem Sucrében van.

### Művészetek
- Bartolomé Arzáns Orsúa y Vela (1676–1736)
- Julio Lucas Jaimes (1840–1914)
- Nathaniel Aguirre (1843–1888)
- Adela Zamuido (1854–1928)
- Ricardo Jaimes Freyre (1866–1933)
- Alcides Arguedas (1879–1946)
- Augusto Cespedes
- Jesús Lara
- Marcelo Quiroga Santa Cruz (1931–1980)
- Oscar Cerrutó (1912–1981)

## Turizmus
Az Altiplanón, nem messze a Titicaca-tótól láthatók az Ajmará Birodalom egykori központjának, Tiahuanacónak a romjai. Tiahuanaco három övezetre tagolódik: Calasasaya, paloták és templomok maradványaival, szobrokkal és a híres Nap-kapuval; Acapana, egy 15 m magas földpiramis; Puma-puntu, az a Puma-kapu. A gyarmati időszakból származó egyházi és világi épületek sok helyütt láthatók. Ezek a késő reneszánsztól az érett barokkig terjedő stílusokban épültek.
Középkategóriájú, vagy igen szerény szállodák a nagyobb városokban találhatók, luxusszállók csak La Pazban és Santa Cruzban akadnak.

### Oltások
Javasolt oltások Bolíviába utazóknak:
- Hastífusz
- Hepatitis A (magas a fertőzésveszély)
- Sárgaláz

Malária ellen tabletta van. (Észak-Bolívia, és Bolívia-Paraguay-Argentína határa mentén nagy a kockázata a fertőzésnek).
Javasolt oltás bizonyos területekre
- Kolera (Bolívia, Brazília és Peru határai mentén fordulhat elő).
- Veszettség

Kötelező oltás, ha fertőzött országból érkezik/országon át utazik valaki:
- Sárgaláz

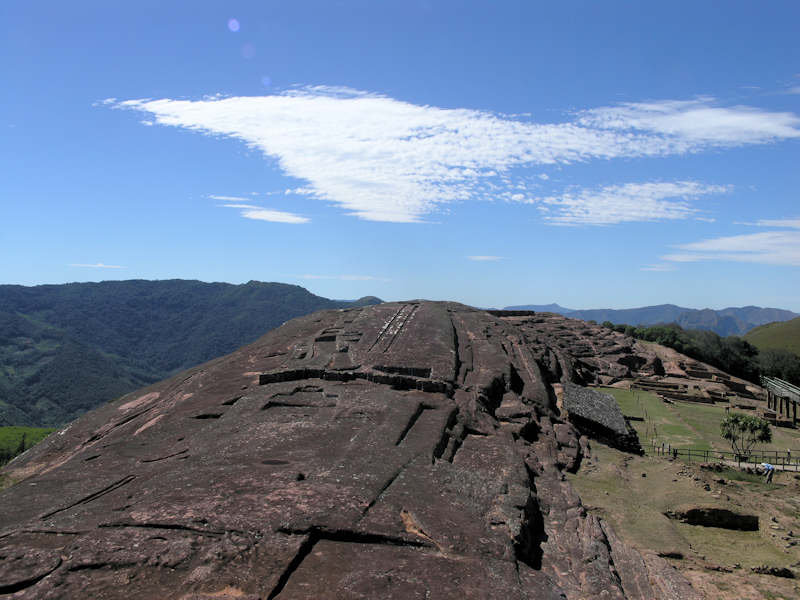
El Fuerte de Samaipata régészeti terület
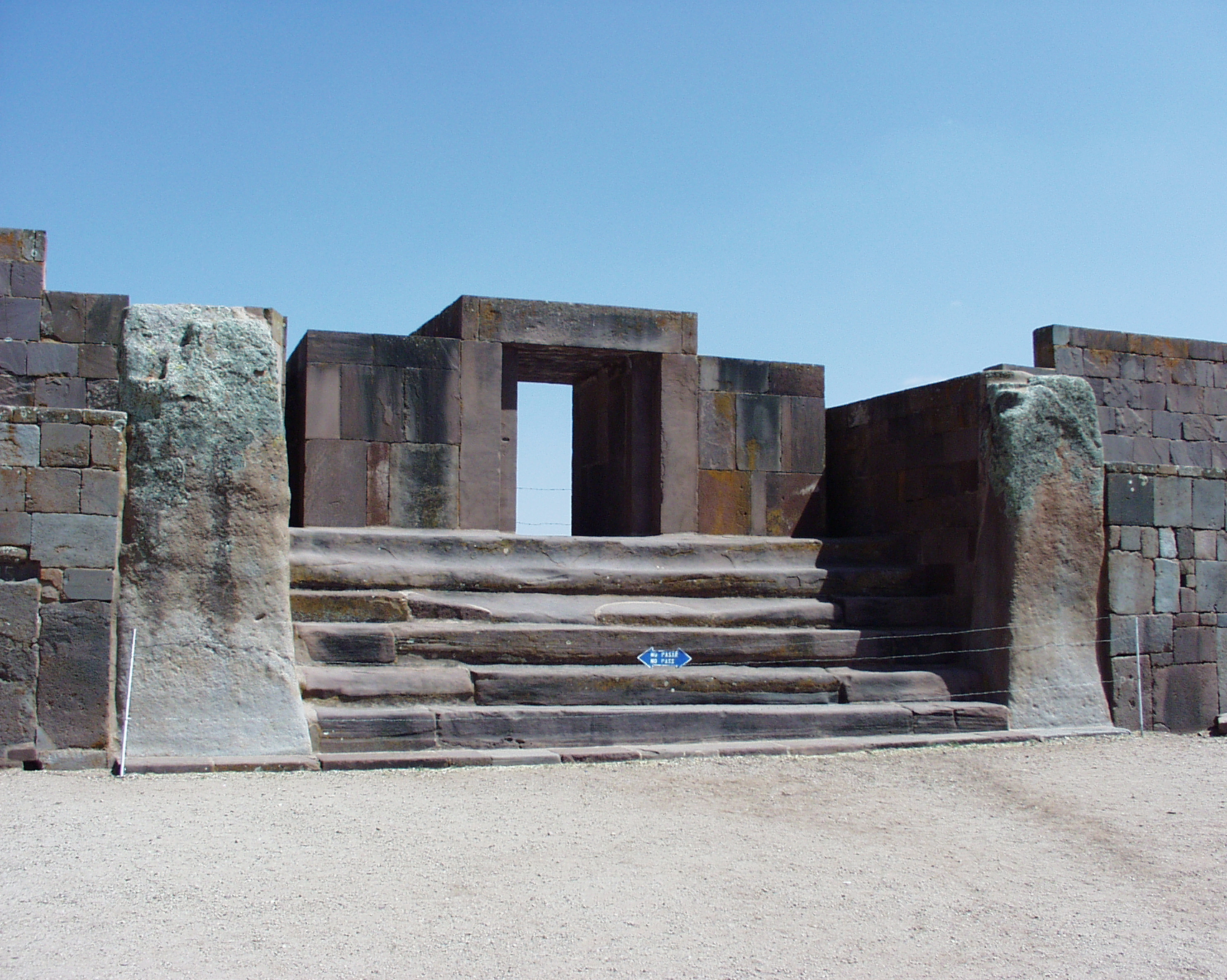
Tiahuanaco romjai
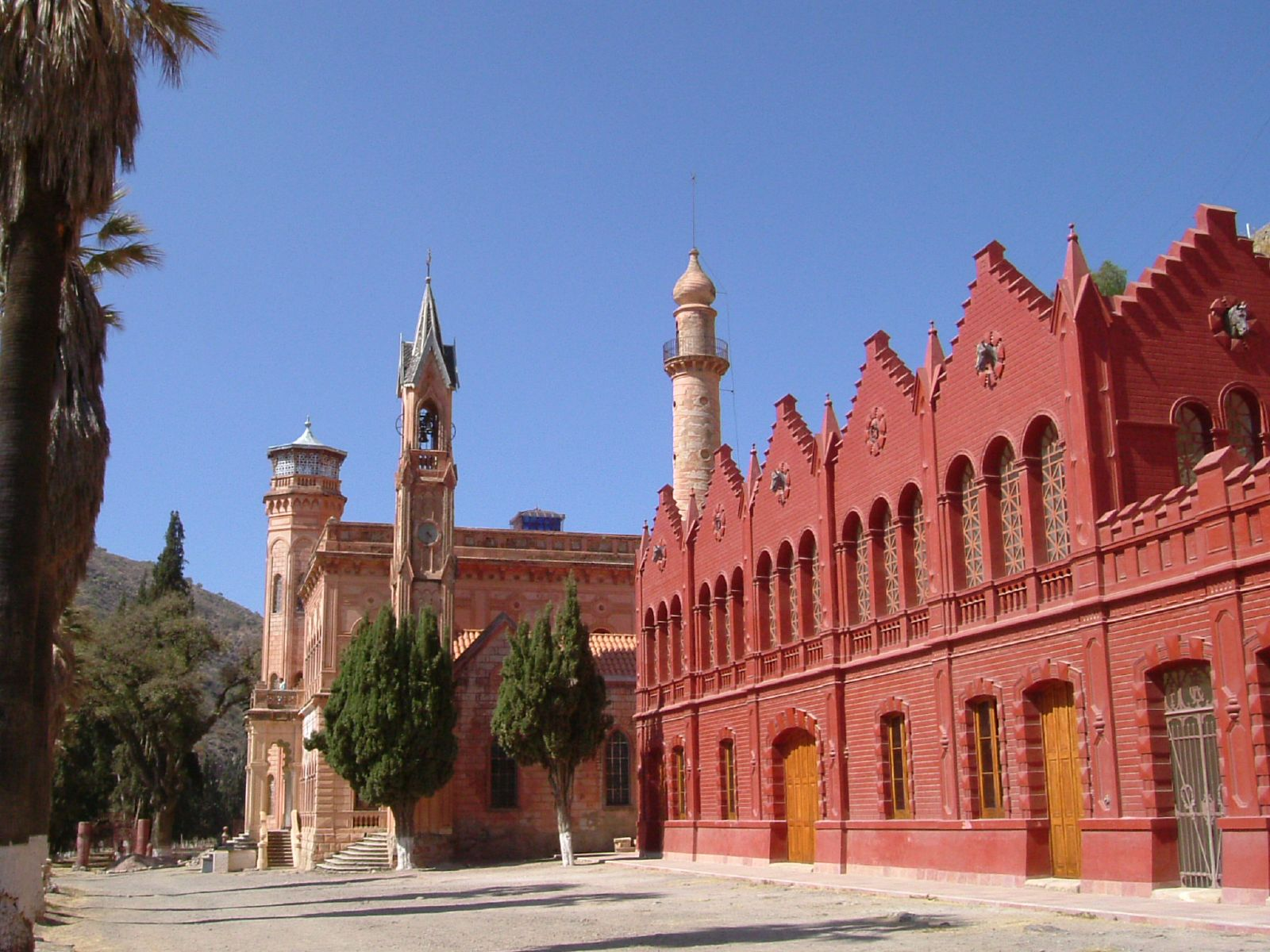
Sucre történelmi óvárosa
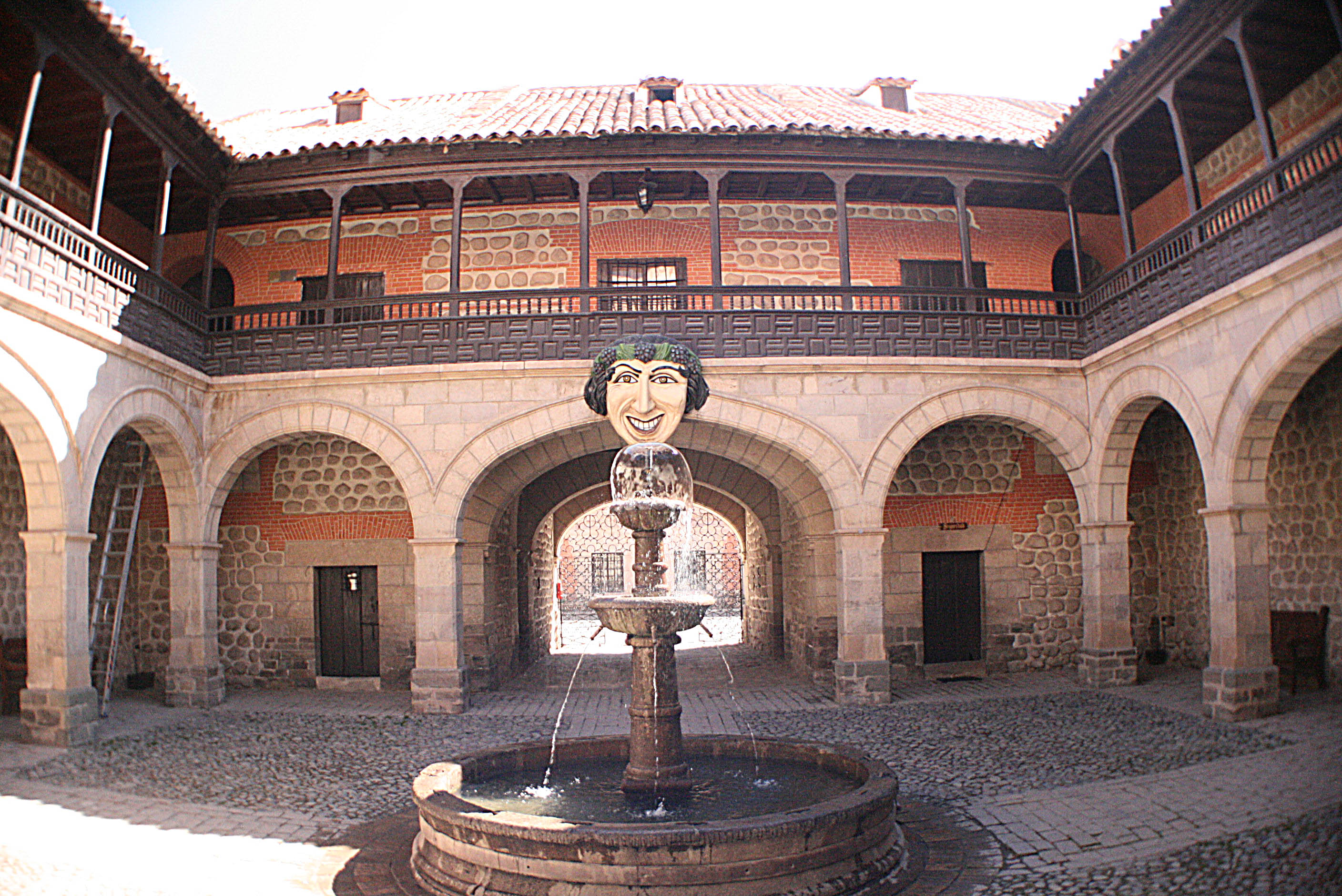
Potosí városa
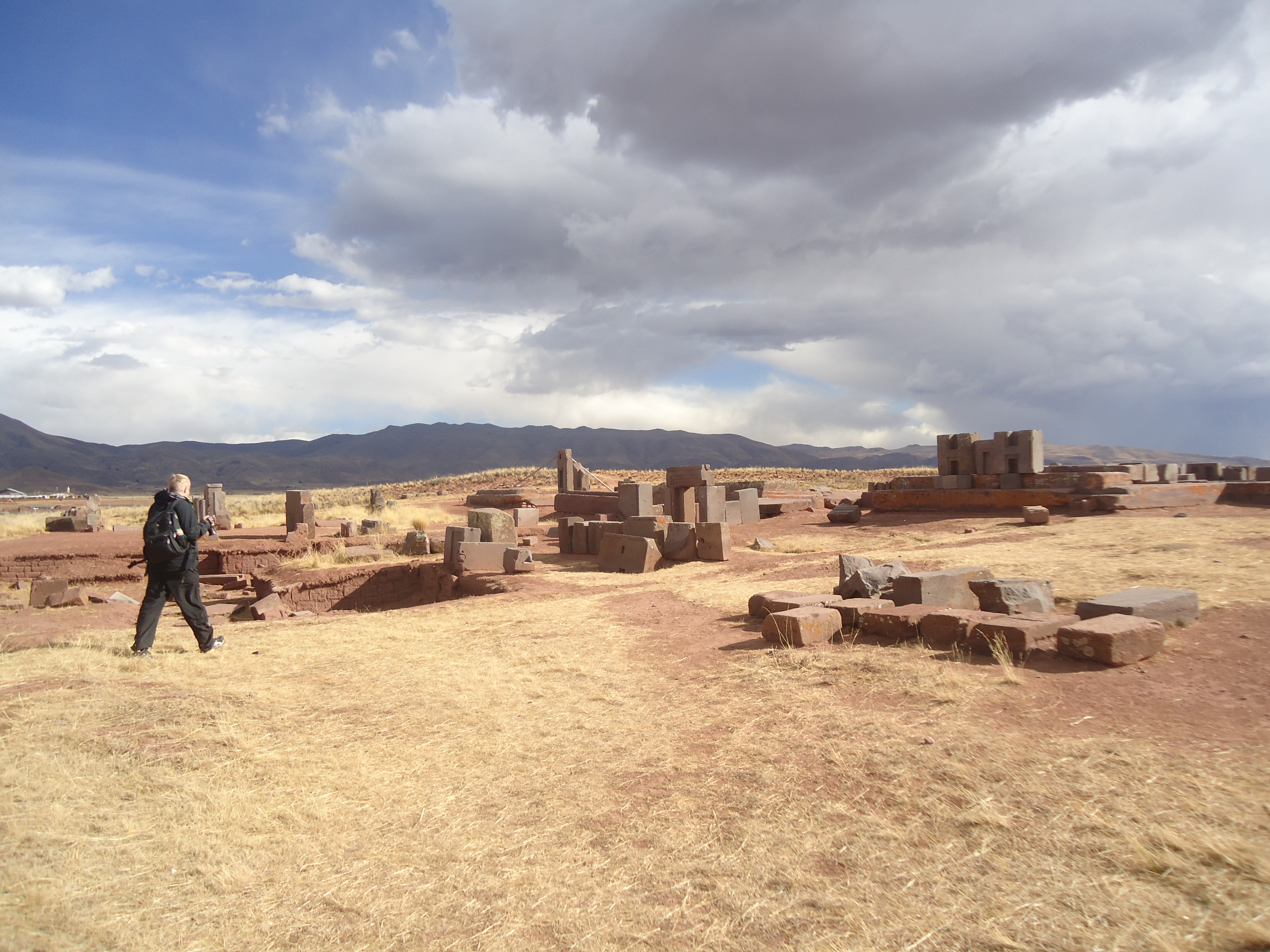
Puma punku romjai
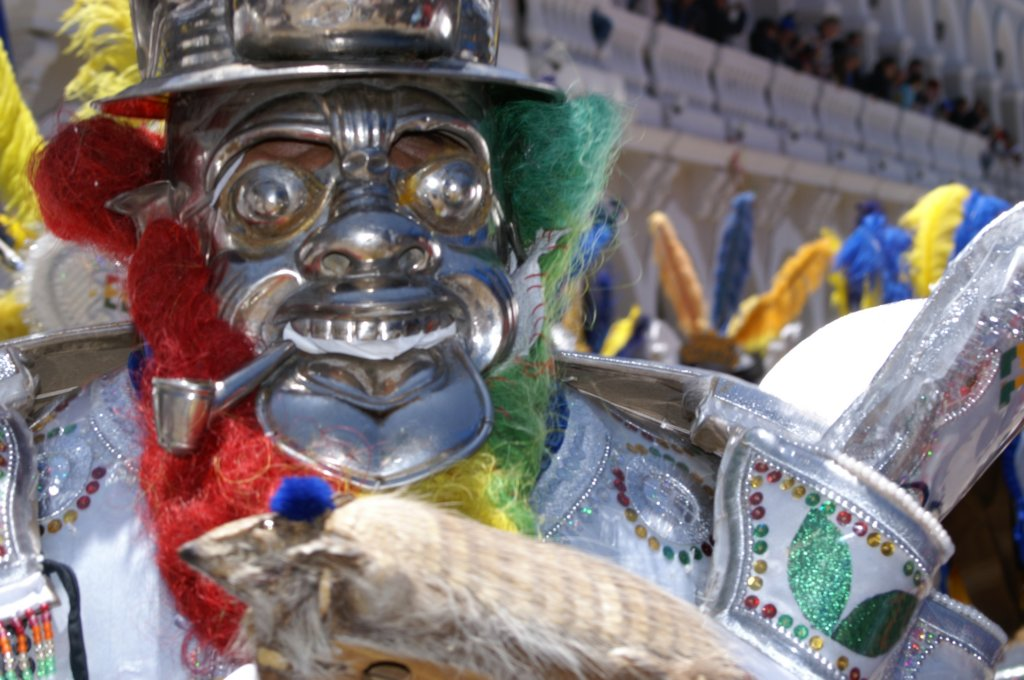
Oruro-i karnevál

## Sport

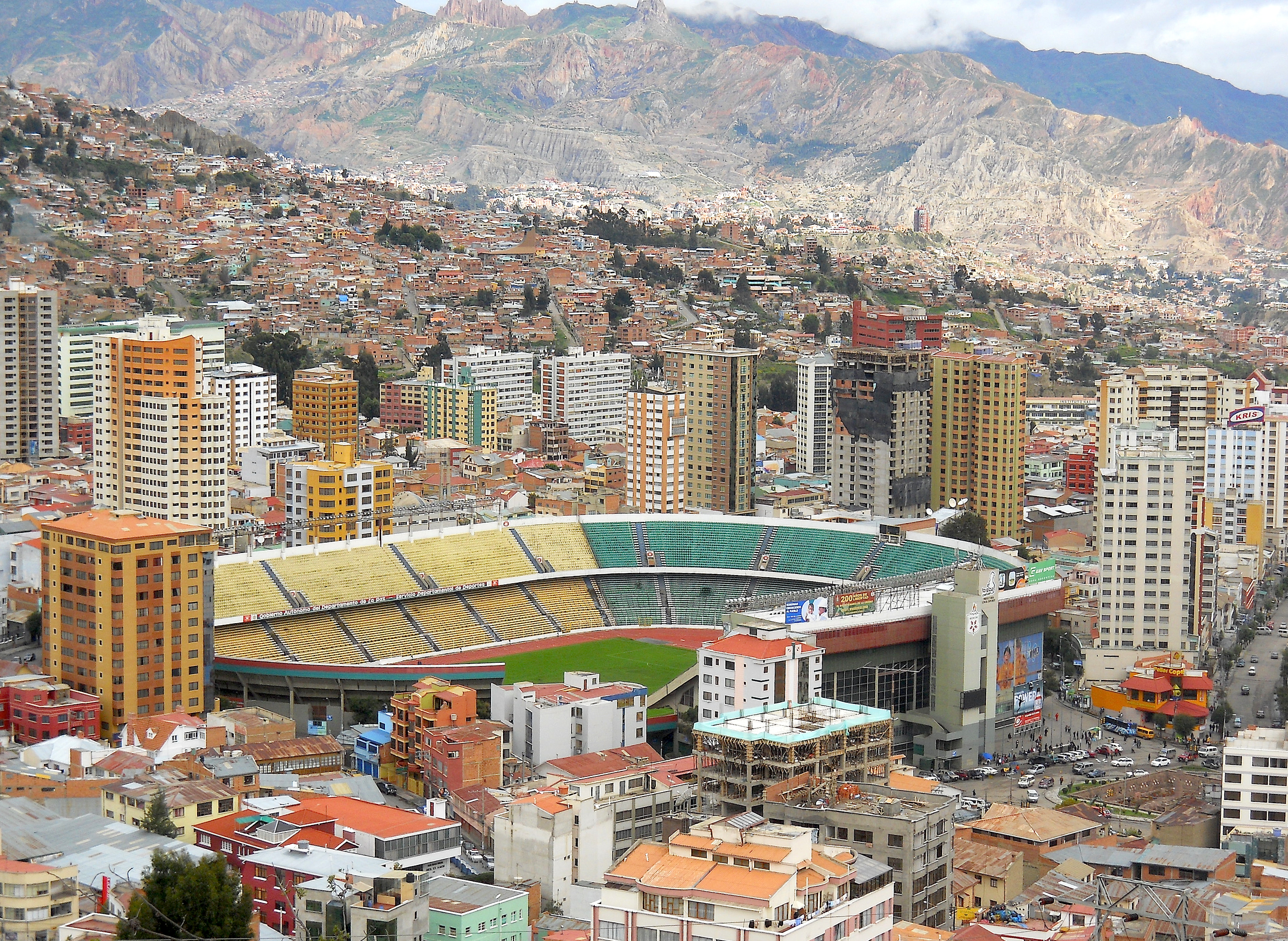
Hernando Siles Stadion, La Paz

Bolívia eddig még nem nyert érmet az olimpiai játékokon.
- Bővebben: Bolívia az olimpiai játékokon

A labdarúgás a legnépszerűbb sportág az országban. A Bolíviai labdarúgó-válogatott eddigi legjelentősebb eredménye a Copa América-kupán szerzett 1963-as aranyérme volt.
- Bővebben: Bolíviai labdarúgó-válogatott

## Ünnepek
| Dátum                                    | Magyar név                                                                   | spanyol név                                      | Megjegyzés |
| ---------------------------------------- | ---------------------------------------------------------------------------- | ------------------------------------------------ | --- |
| január 1.                                | Újév                                                                         | año nuevo                                        | |
| január 6.                                | Vízkereszt                                                                   |                                                  | |
| január 24.                               | bőség fesztivál                                                              | Fiesta de Alasitas                               | La Paz nagy ünnepe, az inka időkből eredeztethető                                                               |
| február 2.                               | Gyertyaszentelő Szűz Mária ünnepe                                            | La Virgen de la Candelaria                       | |
| március                                  | a szőlő ünnepe                                                               | Fiesta de la Uva                                 | a déli bortermő vidék Tarija fesztiválja                                                                        |
| március közepe                           | ünnepség a spanyolok ellen 1816. március 12-én vívott lumbati csata emlékére |                                                  | a résztvevők a spanyolok páncélsisakjához hasonló fejfedőt viselnek                                             |
| nagyböjt előtti utolsó napokon           | Karnevál                                                                     | Carnaval                                         | farsangvasárnaptól tartó népünnepély                                                                            |
| húsvétot megelőző hét                    | Nagyhét                                                                      | Pascua                                           | vallási szertartások, körmenetek                                                                                |
| április 15–16.                           | a La Tablada-i ütközet ünnepe                                                | Efemérides de Tarija                             | a környék lovaspásztorai rodeón és ügyességi versenyeken vesznek részt                                          |
| május 1.                                 | A munka ünnepe                                                               |                                                  | |
| május vége – június eleje                | ünnepség Jézus Krisztus és a hit erejének tiszteletére                       | Festividad de Nuestro Señor Jesús del Gran Poder | La Pazban rendezik meg                                                                                          |
| június                                   | a Szentháromság ünnepe Trinidadban                                           | La Santísima Trinidad                            | sok zene, tánc és bikaviadal                                                                                    |
| júniusban, a húsvét utáni 9. csütörtökön | Úrnapja                                                                      | Corpus Cristi                                    | |
| június 24.                               | Keresztelő Szent János ünnepe                                                |                                                  | |
| június 29.                               | Péter és Pál napja                                                           | Festividad de San Pedro y San Pablo              | |
| július 31.                               | San Ignacio de Moxos helyi ünnepsége                                         | Fiesta de Santo Patrono de Moxos                 | a színes indián közösség ünnepsége                                                                              |
| augusztus 6.                             | a Függetlenség napja                                                         | Día de la Independencia                          | |
| augusztus 15. – 18.                      | a cochabambai közigazgatási terület legnagyobb fesztiválja                   | Fiesta de la Virgen de Urcupiña                  | |
| augusztus utolsó hete                    | Potosí nemzetközi zene- és táncfesztiválja                                   | Chutillos                                        | |
| szeptember 21.                           | a diákok napja Sucréban                                                      | Día del Estudiante                               | |
| november 1.                              | Mindenszentek                                                                | Todos Santos                                     | |
| november 2.                              | Halottak napja                                                               | Día de los Muertos                               | virágokat, élelmet és italt visznek a temetőbe, amely miatt az emlékezés inkább piknikszerű lesz, nem kegyeleti |
| december 8.                              | Szeplőtelen fogantatás napja                                                 | Día de la Purísima Concepción                    | |
| december 24.                             | Karácsony                                                                    | Navidad                                          | |
| december 28.                             | Aprószentek napja                                                            | Los Santos Inocentes                             | a betlehemi vérengzés emlékére rendezett "ünnep", amely egyben a bolondok napja is                              |
| december 31.                             | Szilveszter                                                                  | Incineración del Año Viejo                       | |

### Könyvek
- Ács László: Peru, Bolívia (Pécsi Direkt Kft. Alexandra Kiadója, 2004) ISBN 963-368-792-6
- Gyarmati János: Peru és a bolíviai határvidék (Dekameron Könyvkiadó, 2003) ISBN 963-9331-37-6
- A Világ országai (Nyír–Karta Bt., 2004) ISBN 963-9516-64-3
- A Világ országai (Kossuth Könyvkiadó, 1990) ISBN 963-09-3483-3
- Ezerarcú világunk. Amerika. Dunakönyv Kiadó KFT 1992. ISBN 963-7961-04-6
- Öt világrész országról országra. Officina Nova 1995. ISBN 963-477-038-X
- Magyar nagylexikon  IV. (Bik–Bz). Főszerk. Élesztős László, Rostás Sándor. Budapest: Akadémiai. 1995.   248–254. o. ISBN 963-05-6928-0
- Topográf Térképészeti Kft.: Midi világatlasz, Nyír Karta & Topográf, Nyíregyháza, 2004. ISBN 963-9516-63-5

### Képek
- Fotók Bolíviáról Archiválva 2005. szeptember 10-i dátummal a Wayback Machine-ben
- Képek a Világtaxi.hu oldalon[halott link]
- Fotók Bolíviáról Archiválva 2016. április 7-i dátummal a Wayback Machine-ben (Deutsch, English, Español)

### Cikkek
- Különleges tengerimalac faj Bolíviában (National Geographic, 2004.)
- Új majomfaj elnevezési jogosultságának árverezése (National Geographic, 2004.)

### Egyéb
- Az On The Spot riportfilmje Bolíviáról. YouTube (magyarul)
- Startlap linkgyűjtemény
- Bolívia domborzati térképe
- Webmania.hu linkgyűjtemény Archiválva 2006. január 8-i dátummal a Wayback Machine-ben
- (németül)(angolul)(spanyolul)Indigenous culture, photos and videos Archiválva 2016. április 12-i dátummal a Wayback Machine-ben
- Vogel Dávid., Venezuela: Chavizmo – a 21. század „új szocializmusa”
- Vogel Dávid., Bolívia: az indiánok és a koka földje